# Liga Peruana de Vóley Femenino 2024-25
La Liga Peruana de Vóley Femenino 2024-25 fue la vigésima tercera edición del principal campeonato de voleibol femenino del Perú y la primera bajo su nueva denominación, tras dejar de llamarse Liga Nacional Superior de Voleibol Femenino del Perú. El torneo, organizado por la Federación Peruana de Voleibol (FPV), contó por tercer año consecutivo con la participación de doce equipos profesionales.  
En esta edición, la liga adoptó la denominación comercial Liga Peruana de Vóley Apuesta Total, como parte de un acuerdo de patrocinio con la empresa Apuesta Total. En materia de difusión, Latina Televisión fue anunciada el 5 de noviembre de 2024 como la nueva señal oficial, transmitiendo una amplia cobertura de partidos a través de señal abierta y plataformas digitales. Por su parte, Movistar Deportes confirmó que mantendría la emisión de encuentros en vivo a través de sus diferentes señales.
En esta temporada, por primera vez en la historia del voleibol femenino profesional en el país, se implementó el sistema de challenge, decisión anunciada por la FPV un día antes del inicio de la serie final. Este sistema fue instalado en el Polideportivo Villa El Salvador, mediante la incorporación de diecisiete cámaras.
En el aspecto deportivo, Alianza Lima se impuso por 3-0 a Regatas Lima en el extra game de la final, consagrándose bicampeón nacional y clasificando al Campeonato Sudamericano de Clubes de Voleibol Femenino 2026. Asimismo, la punta peruana Ysabella Sánchez fue elegida MVP de la LPV 2024-2025, destacando por sus 292 puntos (22 de bloqueo) y 18 aces.  

## Otro inicio complicado
Tal como sucedió con el inicio de la Liga Nacional Superior de Voleibol Femenino 2022-2023, la Federación Peruana de Voleibol volvió a demostrar su incapacidad gerencial y comunicó el mismo 30 de noviembre de 2024, a pocos minutos de comenzar la Liga Peruana de Vóley 2024-2025, que la primera fecha se jugaría sin público: "Lamentamos informar que, debido a inconvenientes logísticos imprevistos, no estará permitido el acceso del público al Polideportivo de Villa El Salvador durante el inicio de la Liga Peruana de Vóley (hoy sábado y mañana domingo)".
Tras este comunicado de la FPV, los clubes Regatas Lima y Olva Latino se presentaron en el Polideportivo, pero decidieron negarse a jugar el primer partido de la LPV, por lo tanto ambos equipos fueron declarados perdedores "con un resultado de 0-3 para el partido y 0-25 para cada set" de acuerdo a las Reglas Oficiales de Voleibol 2021-2024. Horas después, representantes de los doce clubes se reunieron en el Polideportivo y dieron a conocer que todos los clubes no jugarían la primera fechapor desacuerdos con la organización de la FPV. En ese sentido, como los doce equipos no se presentaron a jugar, la fecha 1 de la liga fue cancelada y volvió a programarse.
El 1 de diciembre, los doce clubes publicaron un Comunicado Oficial a la Comunidad Deportiva y al Público en General en sus redes sociales, explicando los puntos esenciales que la FPV debe resolver: la modificación de las Bases del Torneo 2024/25, los costos de organización del torneo, los permisos y garantías de seguridad de las autoridades competentes, la liquidación y balance general de la temporada 2023/24 y la transparencia de los ingresos por patrocinio y ventas de publicidad.

##### Reuniones entre las partes
El jueves 5 de diciembre, la FPV y los representantes de los doce clubes de la LPV se reunieron por la noche en la Videna. Sin embargo, tras cuatro horas de deliberaciones, ambas partes no lograron llegar a un consenso. Finalmente, luego de una segunda reunión entre la FPV y los clubes, el viernes 6 la FPV anunció que la liga comenzará el sábado 7 de diciembre y que se formará "una mesa de trabajo conjunta entre la FPV y los clubes que permita un proceso de diálogo permanente que garantice el bienestar de todas las partes comprometidas con la LPV".
Según fuentes periodísticas: "Dentro de los acuerdos está que el 97% de la taquillas sea para los clubes y el 3% para la FPV. Los equipos no se harán cargo de los gastos operativos. Ningún club estará obligado a usar algún sponsor en la camiseta". Asimismo, "para los próximos patrocinadores que lleguen, se harán los contratos en conjunto (clubes y FPV). Con los sponsors actuales tienen contratos de confidencialidad por lo que la Federación no puede brindar detalles".

##### Falta de transparencia de la FPV
Tras jugarse seis fechas de la liga, parecía que los problemas adiministrativos entre la FPV y los clubes habían terminado, pero el 22 de enero de 2025 los "clubes de la Liga Peruana de Vóley reportan que la FPV habría dado orden a la empresa encargada de la venta de entradas para que no se brinde ninguna información en relación a la taquilla obtenida en cada fecha". Para resolver esta falta de transparencia, los clubes solicitaron una reunión con la FPV, la cual se realizó virtualmente el 23 de enero y "terminó siendo un fracaso". Luego de la reunión, la Federación publicó un comunicado a las 12:41 a. m. del 24 de enero, donde "amenaza a los clubes que, de no presentarse a jugar este fin de semana, los sancionarán según los reglamentos".
En la mañana del mismo 24 de enero, el Club Atlético Atenea respondió a la FPV con otro comunicado, donde solicitó a la FPV a retractarse sobre las informaciones falsas vertidas sobre su presidenta Alexandra Villarán. En la noche del 24 de enero, los doce clubes publicaron un segundo Comunicado Oficial a la Comunidad Deportiva y al Pública en General, en el cual respaldaron a la presidenta de Atenea y señalaron: "Ratificamos nuestro compromiso con la programación establecida por la FPV y el desarrollo normal de la Liga Peruana de Vóley". Asimismo, indicaron: "Requerimos con urgencia las fechas específicas de pago de los compromisos asumidos, según lo estipulado en las bases del torneo". 

## Equipos participantes
El 4 de febrero de 2024, tras concluir la primera etapa de la Liga Nacional Superior de Voleibol Femenino 2023-2024, los ocho mejores equipos de la competencia confirmaron su participación en la temporada 2024-2025: Regatas Lima, Alianza Lima, Universidad San Martin de Porres, Universitario de Deportes, Géminis, Rebaza Acosta, Deportivo Soan y Circolo Sportivo Italiano. 
Posteriormente, el 10 de febrero de 2024, al finalizar el cuadrangular por la permanencia, dos equipos más aseguraron su lugar en la LPV 2024-25: Olva Latino y Túpac Amaru. Al día siguiente, en el Colegio La Salle de Breña, el Club Atlético Atenea se coronó campeón de la Liga Nacional Intermedia de Voleibol Femenino 2024, logrando así su primer ascenso a la liga en su joven historia.
El último cupo para la LPV 2024-2025 se definió en la revalidación 2024, donde se enfrentaron Deportivo Wanka, penúltimo del cuadrangular por la permanencia de la LNSV, y Kazoku No Perú, subcampeón de la LNIV 2024. Wanka ganó por 3-0 (25-17, 25-19, 25-23), asegurando su permanencia en la liga por una temporada más. La revalidación se disputó en un único partido el sábado 17 de febrero, a las 3 p. m., en el Polideportivo de Villa El Salvador, dado que ambos equipos eran de Lima.
| Equipos participantes de la LPV 2024-2025 | Equipos participantes de la LPV 2024-2025 | Equipos participantes de la LPV 2024-2025 | Equipos participantes de la LPV 2024-2025 | Equipos participantes de la LPV 2024-2025 | Equipos participantes de la LPV 2024-2025 | Equipos participantes de la LPV 2024-2025 | Equipos participantes de la LPV 2024-2025                                                          | Equipos participantes de la LPV 2024-2025         |
| N.º | Clubes                                    | Títulos                                   | LNSV                                      | Disunvol                                  | Torneo Reciente                           | Ciudades                                  | Entrenadores                                                                                       | Capitanas                                         |
| --- | ----------------------------------------- | ----------------------------------------- | ----------------------------------------- | ----------------------------------------- | ----------------------------------------- | ----------------------------------------- | -------------------------------------------------------------------------------------------------- | ------------------------------------------------- |
| 1 | Regatas Lima                              | 9                                         | 8                                         | 1                                         | Cuarto LNSV 2023-2024                     | Lima                                      | Horacio Bastit                                                                                     | Kiara Montes                                      |
| 2 | USMP                                      | 5                                         | 5                                         | 0                                         | Subcampeón LNSV 2023-2024                 | Lima                                      | Vinícius Gamino                                                                                    | Simone Scherer y Shiamara Almeida                 |
| 3 | Alianza Lima                              | 4                                         | 1                                         | 3                                         | Campeón LNSV 2023-2024                    | Lima                                      | Paulo Milagres (hasta la fecha 6 del octogonal) y Facundo Morando (desde la fecha 7 del octogonal) | Esmeralda Sánchez y Clarivett Yllescas            |
| 4 | Géminis                                   | 3                                         | 3                                         | 0                                         | Tercero LNSV 2023-2024                    | Lima                                      | Rogério Portela                                                                                    | Janice Torres y María Rojas                       |
| 5 | CS Italiano                               | 2                                         | 2                                         | 0                                         | Sétimo LNSV 2023-2024                     | Lima                                      | Marcos Blanco(*)                                                                                   | Melissa Montero                                   |
| 6 | Universitario                             | 0                                         | 0                                         | 0                                         | Quinto LNSV 2023-2024                     | Lima                                      | César Arrese                                                                                       | Coraima Gómez y Lucía Magallanes                  |
| 7 | Rebaza Acosta                             | 0                                         | 0                                         | 0                                         | Sexto LNSV 2023-2024                      | Callao                                    | Heinz Garro                                                                                        | Angélica Aquino                                   |
| 8 | Deportivo Soan                            | 0                                         | 0                                         | 0                                         | Octavo LNSV 2023-2024                     | Lima                                      | Alejandro Altamirano                                                                               | Greta Martinelli                                  |
| 9 | Olva Latino                               | 0                                         | 0                                         | 0                                         | Noveno LNSV 2023-2024                     | Lima                                      | Walter Lung                                                                                        | Daniela Uribe                                     |
| 10 | ACD Túpac Amaru                           | 0                                         | 0                                         | 0                                         | Décimo LNSV 2023-2024                     | Lima                                      | José Castillo (fechas 1-6) y Edwin Jiménez (desde la fecha 7)                                      | Cielo Carrera y Marlen Siri                       |
| 11 | Deportivo Wanka                           | 0                                         | 0                                         | 0                                         | Undécimo LNSV 2023-2024                   | Lima                                      | Carlos Rivero                                                                                      | Jessenia Uceda, Katherine Velasco y Olinda Lovera |
| 12 | Club Atlético Atenea                      | 0                                         | 0                                         | 0                                         | Campeón LNIV 2024                         | Lima                                      | Lorena Góngora                                                                                     | Bárbara Rodríguez                                 |
| (*) Martín Rodríguez fue contratado como entrenador de Circolo Sportivo Italiano en abril de 2024, pero fue reemplazado por el entrenador argentino Marcos Blanco, debido a que Rodríguez "habría sido encontrado en su habitación junto con una de sus principales dirigidas en un momento bastante comprometedor" mientras se desempeñaba como entrenador del equipo femenino de la Universidad Peruana de Ciencias Aplicadas durante la Universiada 2024, realizada por la Fedup, del 28 de setiembre al 13 de octubre, en Arequipa. |                                           |                                           |                                           |                                           |                                           |                                           | |                                                   |

### Relevos de la temporada
|   | Descendió a la LNIV 2025 |
| - | ------------------------ |
| 1 | Deportivo Alianza        |

|   | Ascendió a la LPV 2024-2025 |
| - | --------------------------- |
| 1 | Club Atlético Atenea        |

## Jugadoras y comandos técnicos

### Jugadoras extranjeras
- Última actualización: 23 de abril de 2025.

| Jugadoras extranjeras de la LPV 2024-2025 | Jugadoras extranjeras de la LPV 2024-2025 | Jugadoras extranjeras de la LPV 2024-2025 | Jugadoras extranjeras de la LPV 2024-2025 | Jugadoras extranjeras de la LPV 2024-2025 | Jugadoras extranjeras de la LPV 2024-2025 | Jugadoras extranjeras de la LPV 2024-2025 | Jugadoras extranjeras de la LPV 2024-2025 | Jugadoras extranjeras de la LPV 2024-2025 |
| N.º | Clubes                                    | Extranjera 1                              | Extranjera 2                              | Extranjera 3                              | Extranjera 4                              | Extranjera 5                              | No jugaron en la temporada                | No jugaron en la temporada                |
| --- | ----------------------------------------- | ----------------------------------------- | ----------------------------------------- | ----------------------------------------- | ----------------------------------------- | ----------------------------------------- | ----------------------------------------- | ----------------------------------------- |
| 1 | Regatas Lima                              | Emily Zinger                              | Karina Flores                             | Paola Rivera                              | Milagros Hernández                        |                                           | Carla Ruz(a)                              |                                           |
| 2 | USMP                                      | Fernanda Tomé                             | Simone Scherer                            | Ivna Colombo                              |                                           |                                           |                                           |                                           |
| 3 | Alianza Lima                              | Maëva Orlé                                | Marina Scherer                            | Gabriela Zeni (b)                         | Julieta Lazcano                           | Sonaly Cidrão                             | Thamiere Mello(c)                         | Tainá Anschau(c)                          |
| 4 | Géminis                                   | Florangel Terrero                         | Cándida Arias                             | Natalia Martínez                          |                                           |                                           | Vielka Peralta(d)                         |                                           |
| 5 | CS Italiano                               | Melissa Montero                           | Darlevis Mosquera                         | Sara Gabrielly                            | Bárbara Frangella                         |                                           |                                           |                                           |
| 6 | Universitario                             | Elis Bento                                | Brenda Graff                              | Eliana Pérez                              | Sarah Evaristo                            | Laura Grajales                            |                                           |                                           |
| 7 | Rebaza Acosta                             | Melisa Rangel                             | Lideane Oliveira                          |                                           |                                           |                                           |                                           |                                           |
| 8 | Deportivo Soan                            | Greta Martinelli                          | Fernanda Maida                            | Linda Costa                               | Selene Martínez                           | Katherin Ramírez                          | Emelys Martínez (e)                       |                                           |
| 9 | Olva Latino                               | Gabrielle Fernandes(f)                    | Emily Fitzner                             | Tatiana Ayala                             | María Londoño                             | Silvana Vargas                            |                                           |                                           |
| 10 | ACD Túpac Amaru                           | Marlen Siri                               | Ana Beatriz Nunes                         | Joana D'Arch                              | Estefanía López                           |                                           |                                           |                                           |
| 11 | Deportivo Wanka                           | Laura Menoncini                           | Letícia Mello                             | Adnery Santana                            | Michel Montaño                            |                                           |                                           |                                           |
| 12 | Club Atlético Atenea                      | Mylana Byrd                               | Mariana Dantas                            | Bia Magnabosco                            |                                           |                                           |                                           |                                           |
| (a) Debido a una lesión, "la libero chilena Carla Ruz no continuará en Regatas". La lesión se produjo a pocas semanas del comienzo de la LPV. (b) El 19 de enero de 2025, Alianza Lima comunicó que Gabriela Zeni no continuará formando parte del plantel "por decisión personal y mutuo acuertdo".(c) Por mutuo acuerdo entre Alianza Lima y las deportistas Thamiere Mello y Tainá Anschau, ambas dejaron de formar parte del plantel íntimo el 10 de noviembre de 2024, antes del comienzo de la liga. (d) Peralta fue anunciada por medios periodísticos como jale de Géminis, pero el 6 de diciembre de 2024 el club turco Sarıyer Belediyespor confirmó que fichó a la jugadora dominicana. (e) La agencia Volleyball Space señaló que Soan y Emelys Martínez habían firmado un contrato, pero finalmente la deportista colombiana jugará en la Universidad Mayor de San Simón de Bolivia. (f) Gaby Fernandes jugó la LPV 2024-25 hasta la fecha 7 (25 de enero de 2025), luego regresó a la liga de Kosovo. |                                           |                                           |                                           |                                           |                                           |                                           |                                           |                                           |

## Pretemporada
| Partidos de pretemporada de la LPV 2024-25 | Partidos de pretemporada de la LPV 2024-25 | Partidos de pretemporada de la LPV 2024-25 | Partidos de pretemporada de la LPV 2024-25 | Partidos de pretemporada de la LPV 2024-25 | Partidos de pretemporada de la LPV 2024-25 | Partidos de pretemporada de la LPV 2024-25 | Partidos de pretemporada de la LPV 2024-25 | Partidos de pretemporada de la LPV 2024-25 | Partidos de pretemporada de la LPV 2024-25 | Partidos de pretemporada de la LPV 2024-25 | Partidos de pretemporada de la LPV 2024-25 | Partidos de pretemporada de la LPV 2024-25 | Partidos de pretemporada de la LPV 2024-25 |
| N.°                                        | Fecha                                      | Hora                                       | Torneo/Presentación                        | Sede                                       | Equipo 1                                   | Resultado                                  | Equipo 2                                   | S1                                         | S2                                         | S3                                         | S4                                         | S5                                         | Total                                      |
| ------------------------------------------ | ------------------------------------------ | ------------------------------------------ | ------------------------------------------ | ------------------------------------------ | ------------------------------------------ | ------------------------------------------ | ------------------------------------------ | ------------------------------------------ | ------------------------------------------ | ------------------------------------------ | ------------------------------------------ | ------------------------------------------ | ------------------------------------------ |
| 1                                          | 1 de noviembre                             | 17:30                                      | Atenea Open                                | Colegio La Salle                           | Universitario                              | 3-0                                        | CS Italiano                                | 27-25                                      | 25-23                                      | 25-16                                      | x                                          | x                                          | 77-64                                      |
| 2                                          | 1 de noviembre                             | 19:30                                      | Atenea Open                                | Colegio La Salle                           | Club Atlético Atenea                       | 3-0                                        | Olva Latino                                | 25-20                                      | 27-25                                      | 26-24                                      | x                                          | x                                          | 78-69                                      |
| 3                                          | 2 de noviembre                             | 17:30                                      | Atenea Open                                | Colegio La Salle                           | Universitario                              | 3-0                                        | Olva Latino                                | 28-26                                      | 25-13                                      | 25-12                                      | x                                          | x                                          | 78-51                                      |
| 4                                          | 2 de noviembre                             | 19:30                                      | Atenea Open                                | Colegio La Salle                           | Club Atlético Atenea                       | 1-3                                        | CS Italiano                                | 19-25                                      | 25-22                                      | 19-25                                      | 22-25                                      | x                                          | 85-97                                      |
| 5                                          | 3 de noviembre                             | 13:30                                      | Atenea Open                                | Colegio La Salle                           | CS Italiano                                | 3-0                                        | Olva Latino                                | 25-21                                      | 30-28                                      | 29-27                                      | x                                          | x                                          | 84-76                                      |
| 6                                          | 3 de noviembre                             | 16:30                                      | Atenea Open                                | Colegio La Salle                           | Club Atlético Atenea                       | 1-3                                        | Universitario                              | 19-25                                      | 11-25                                      | 25-23                                      | 13-25                                      | x                                          | 68-98                                      |
| 7                                          | 10 de noviembre                            | 17:30                                      | Noche Blanquiazul                          | Coliseo Eduardo Dibós                      | Alianza Lima                               | 1-3                                        | Boca Juniors                               | 25-20                                      | 16-25                                      | 20-25                                      | 21-25                                      | x                                          | 82-95                                      |
| 8                                          | 13 de noviembre                            | 18:00                                      | Noche Santa                                | Coliseo FIA USMP                           | USMP                                       | 3-0                                        | Rebaza Acosta                              | 25-12                                      | 25-17                                      | 25-23                                      | x                                          | x                                          | 75-52                                      |
| 9                                          | 15 de noviembre                            | 18:00                                      | Noche Rebacina                             | Coliseo del Club Rebaza                    | Rebaza Acosta                              | 3-1                                        | Club Atlético Atenea                       | 25-18                                      | 25-16                                      | 24-26                                      | 25-21                                      | x                                          | 99-81                                      |
| 10                                         | 15 de noviembre                            |                                            | Amistoso                                   | Coliseo Polideportivo de Universitario     | Universitario                              | 4-0                                        | Deportivo Wanka                            | 25-17                                      | 25-11                                      | 25-22                                      | 25-19                                      | x                                          | 100-69                                     |
| 11                                         | 21 de noviembre                            | 17:00                                      | Noche Circolense                           | Coliseo del CS Italiano                    | CS Italiano                                | 4-0                                        | A5 Pure Volleyball                         | 25-15                                      | 25-16                                      | 25-19                                      | 25-17                                      | x                                          | 100-64                                     |
| 12                                         | 21 de noviembre                            | 19:00                                      | Noche Regatina                             | Coliseo de Básquet en Chorrillos           | Regatas Lima                               | 3-2                                        | Universitario                              | 25-21                                      | 25-17                                      | 22-25                                      | 19-25                                      | 15-13                                      | 106-101                                    |
| 13                                         | 22 de noviembre                            | 20:00                                      | Amistoso                                   | Villa Deportiva Nacional                   | Club Atlético Atenea                       | 4-1                                        | A5 Pure Volleyball                         | 25-23                                      | 25-18                                      | 25-11                                      | 25-17                                      | 13-15                                      | 113-84                                     |
| 14                                         | 24 de noviembre                            | 17:30                                      | Noche de las pumas                         | Coliseo Polideportivo de Universitario     | Universitario                              | 3-2                                        | CS Italiano                                | 22-25                                      | 25-17                                      | 23-25                                      | 27-25                                      | 16-14                                      | 113-106                                    |
| 15                                         | 27 de noviembre                            | 18:30                                      | Amistoso                                   | Coliseo FIA USMP                           | USMP                                       | 2-2                                        | A5 Pure Volleyball                         | 28-26                                      | 25-21                                      | 24-26                                      | 25-27                                      | x                                          | 102-100                                    |
| 16                                         | 28 de noviembre                            | 19:30                                      | Noche Wanka                                | Coliseo Montjoy de Surco                   | Deportivo Wanka                            | 4-0                                        | A5 Pure Volleyball                         | 25-19                                      | 25-22                                      | 25-18                                      | 15-12                                      | x                                          | 90-71                                      |

## Primera etapa
Clasificación
Cada triunfo por 3-0 y por 3-1 otorga 3 puntos al equipo ganador y cada triunfo por 3-2 otorga 2 puntos al equipo ganador y 1 punto al equipo perdedor. Si hay empate en puntos, se desempata teniendo en cuenta la cantidad de partidos ganados. Si el empate persiste, el ratio de sets. Si el empate continúa, el ratio de puntos.
- Octogonal.      Permanencia.
- Última actualización: 16 de febrero de 2025.

| Clasificación de la primera etapa | Clasificación de la primera etapa | Clasificación de la primera etapa | Clasificación de la primera etapa | Clasificación de la primera etapa | Clasificación de la primera etapa | Clasificación de la primera etapa | Clasificación de la primera etapa | Clasificación de la primera etapa | Clasificación de la primera etapa | Clasificación de la primera etapa | Clasificación de la primera etapa | Clasificación de la primera etapa | Clasificación de la primera etapa | Clasificación de la primera etapa | Clasificación de la primera etapa | Clasificación de la primera etapa | Clasificación de la primera etapa | Clasificación de la primera etapa |
| Pos.                              | Equipos                           | Puntajes                          | Partidos                          | Partidos                          | Partidos                          | Resultados                        | Resultados                        | Resultados                        | Resultados                        | Resultados                        | Resultados                        | Sets                              | Sets                              | Sets                              | Puntos                            | Puntos                            | Puntos                            | Detalle                           |
| Pos.                              | Equipos                           | Puntajes                          | PJ                                | PG                                | PP                                | 3-0                               | 3-1                               | 3-2                               | 2-3                               | 1-3                               | 0-3                               | SG                                | SP                                | Ratio                             | PG                                | PP                                | Ratio                             | Detalle                           |
| --------------------------------- | --------------------------------- | --------------------------------- | --------------------------------- | --------------------------------- | --------------------------------- | --------------------------------- | --------------------------------- | --------------------------------- | --------------------------------- | --------------------------------- | --------------------------------- | --------------------------------- | --------------------------------- | --------------------------------- | --------------------------------- | --------------------------------- | --------------------------------- | --------------------------------- |
| 1.°                               | Universitario                     | 29                                | 11                                | 10                                | 1                                 | 7                                 | 2                                 | 1                                 |                                   |                                   | 1                                 | 30                                | 7                                 | 4.286                             | 885                               | 722                               | 1.226                             | Octogonal +2 puntos               |
| 2.°                               | Alianza Lima                      | 29                                | 11                                | 9                                 | 2                                 | 7                                 | 2                                 |                                   | 2                                 |                                   |                                   | 31                                | 8                                 | 3.875                             | 922                               | 733                               | 1.258                             | Octogonal +1 puntos               |
| 3.°                               | USMP                              | 26                                | 11                                | 9                                 | 2                                 | 7                                 | 1                                 | 1                                 |                                   | 1                                 | 1                                 | 28                                | 9                                 | 3.111                             | 869                               | 714                               | 1.217                             | Octogonal                         |
| 4°                                | Regatas Lima                      | 25                                | 11                                | 8                                 | 3                                 | 6                                 | 2                                 |                                   | 1                                 | 1                                 | 1                                 | 27                                | 11                                | 2.455                             | 905                               | 780                               | 1.160                             | Octogonal                         |
| 5.°                               | Deportivo Soan                    | 20                                | 11                                | 7                                 | 4                                 | 1                                 | 5                                 | 1                                 |                                   | 1                                 | 3                                 | 22                                | 19                                | 1.158                             | 919                               | 937                               | 0.981                             | Octogonal                         |
| 6.°                               | Rebaza Acosta                     | 19                                | 11                                | 7                                 | 4                                 | 3                                 | 2                                 | 2                                 |                                   | 3                                 | 1                                 | 24                                | 18                                | 1.333                             | 933                               | 914                               | 1.021                             | Octogonal                         |
| 7.°                               | CS Italiano                       | 17                                | 11                                | 6                                 | 5                                 | 3                                 | 1                                 | 2                                 | 1                                 | 2                                 | 2                                 | 22                                | 20                                | 1.100                             | 933                               | 858                               | 1.087                             | Octogonal                         |
| 8.°                               | Club Atlético Atenea              | 12                                | 11                                | 4                                 | 7                                 | 1                                 | 2                                 | 1                                 | 1                                 | 1                                 | 5                                 | 15                                | 25                                | 0.600                             | 813                               | 907                               | 0.896                             | Octogonal                         |
| 9.°                               | Géminis                           | 12                                | 11                                | 3                                 | 8                                 | 2                                 | 1                                 |                                   | 3                                 | 1                                 | 4                                 | 16                                | 25                                | 0.640                             | 866                               | 903                               | 0.959                             | Cuadrangular por la permanencia   |
| 10.°                              | Olva Latino                       | 5                                 | 11                                | 2                                 | 9                                 |                                   | 1                                 | 1                                 |                                   | 3                                 | 6                                 | 9                                 | 30                                | 0.300                             | 782                               | 938                               | 0.834                             | Cuadrangular por la permanencia   |
| 11.°                              | Deportivo Wanka                   | 4                                 | 11                                | 1                                 | 10                                | 1                                 |                                   |                                   | 1                                 | 3                                 | 6                                 | 8                                 | 30                                | 0.267                             | 741                               | 912                               | 0.812                             | Cuadrangular por la permanencia   |
| 12.°                              | ACD Túpac Amaru                   | 0                                 | 11                                |                                   | 11                                |                                   |                                   |                                   |                                   | 3                                 | 8                                 | 3                                 | 33                                | 0.091                             | 653                               | 903                               | 0.723                             | Cuadrangular por la permanencia   |

Evolución de posiciones
- Octogonal.      Permanencia.

- Última actualización: 16 de febrero de 2025.

| Evolución de posiciones en la primera etapa | Evolución de posiciones en la primera etapa | Evolución de posiciones en la primera etapa | Evolución de posiciones en la primera etapa | Evolución de posiciones en la primera etapa | Evolución de posiciones en la primera etapa | Evolución de posiciones en la primera etapa | Evolución de posiciones en la primera etapa | Evolución de posiciones en la primera etapa | Evolución de posiciones en la primera etapa | Evolución de posiciones en la primera etapa | Evolución de posiciones en la primera etapa | Evolución de posiciones en la primera etapa |
| Pos.                                        | Equipo                                      | F1                                          | F2                                          | F3                                          | F4                                          | F5                                          | F6                                          | F7                                          | F8                                          | F9                                          | F10                                         | F11                                         |
| ------------------------------------------- | ------------------------------------------- | ------------------------------------------- | ------------------------------------------- | ------------------------------------------- | ------------------------------------------- | ------------------------------------------- | ------------------------------------------- | ------------------------------------------- | ------------------------------------------- | ------------------------------------------- | ------------------------------------------- | ------------------------------------------- |
| 1.°                                         | Universitario                               | 2.°                                         | 3.°                                         | 4.°                                         | 4.°                                         | 4.°                                         | 4.°                                         | 3.°                                         | 3.°                                         | 3.°                                         | 2.°                                         | 1.°                                         |
| 2.°                                         | Alianza Lima                                | 4.°                                         | 1.°                                         | 1.°                                         | 1.°                                         | 1.°                                         | 1.°                                         | 1.°                                         | 1.°                                         | 1.°                                         | 1.°                                         | 2.°                                         |
| 3.°                                         | USMP                                        | 1.°                                         | 2.°                                         | 2.°                                         | 3.°                                         | 3.°                                         | 3.°                                         | 2.°                                         | 2.°                                         | 2.°                                         | 3.°                                         | 3.°                                         |
| 4.°                                         | Regatas Lima                                | 3.°                                         | 4.°                                         | 3.°                                         | 2.°                                         | 2.°                                         | 2.°                                         | 4.°                                         | 4.°                                         | 4.°                                         | 4.°                                         | 4.°                                         |
| 5.°                                         | Deportivo Soan                              | 11.°                                        | 8.°                                         | 5.°                                         | 5.°                                         | 6.°                                         | 6.°                                         | 6.°                                         | 6.°                                         | 5.°                                         | 5.°                                         | 5.°                                         |
| 6.°                                         | Rebaza Acosta                               | 6.°                                         | 6.°                                         | 6.°                                         | 6.°                                         | 5.°                                         | 5.°                                         | 5.°                                         | 5.°                                         | 7.°                                         | 7.°                                         | 6.°                                         |
| 7.°                                         | CS Italiano                                 | 7.°                                         | 9.°                                         | 9.°                                         | 7.°                                         | 7.°                                         | 7.°                                         | 8.°                                         | 8.°                                         | 6.°                                         | 6.°                                         | 7.°                                         |
| 8.°                                         | Club Atlético Atenea                        | 9.°                                         | 7.°                                         | 8.°                                         | 9.°                                         | 9.°                                         | 9.°                                         | 9.°                                         | 9.°                                         | 9.°                                         | 9.°                                         | 8.°                                         |
| 9.°                                         | Géminis                                     | 5.°                                         | 5.°                                         | 7.°                                         | 8.°                                         | 8.°                                         | 8.°                                         | 7.°                                         | 7.°                                         | 8.°                                         | 8.°                                         | 9.°                                         |
| 10.°                                        | Olva Latino                                 | 10.°                                        | 11.°                                        | 10.°                                        | 10.°                                        | 10.°                                        | 10.°                                        | 10.°                                        | 11.°                                        | 10.°                                        | 10.°                                        | 10.°                                        |
| 11.°                                        | Deportivo Wanka                             | 12.°                                        | 12.°                                        | 11.°                                        | 11.°                                        | 11.°                                        | 11.°                                        | 11.°                                        | 10.°                                        | 11.°                                        | 11.°                                        | 11.°                                        |
| 12.°                                        | ACD Túpac Amaru                             | 8.°                                         | 10.°                                        | 12.°                                        | 12.°                                        | 12.°                                        | 12.°                                        | 12.°                                        | 12.°                                        | 12.°                                        | 12.°                                        | 12.°                                        |

Rachas de ganados/perdidos
- Partidos ganados.      Partidos perdidos.

- Última actualización: 16 de febrero de 2025.

| Rachas de ganados/perdidos en la primera etapa | Rachas de ganados/perdidos en la primera etapa | Rachas de ganados/perdidos en la primera etapa | Rachas de ganados/perdidos en la primera etapa | Rachas de ganados/perdidos en la primera etapa | Rachas de ganados/perdidos en la primera etapa | Rachas de ganados/perdidos en la primera etapa | Rachas de ganados/perdidos en la primera etapa | Rachas de ganados/perdidos en la primera etapa | Rachas de ganados/perdidos en la primera etapa | Rachas de ganados/perdidos en la primera etapa | Rachas de ganados/perdidos en la primera etapa | Rachas de ganados/perdidos en la primera etapa |
| Pos.                                           | Equipo                                         | F1                                             | F2                                             | F3                                             | F4                                             | F5                                             | F6                                             | F7                                             | F8                                             | F9                                             | F10                                            | F11                                            |
| ---------------------------------------------- | ---------------------------------------------- | ---------------------------------------------- | ---------------------------------------------- | ---------------------------------------------- | ---------------------------------------------- | ---------------------------------------------- | ---------------------------------------------- | ---------------------------------------------- | ---------------------------------------------- | ---------------------------------------------- | ---------------------------------------------- | ---------------------------------------------- |
| 1.°                                            | Universitario                                  | G                                              | G                                              | P                                              | G                                              | G                                              | G                                              | G                                              | G                                              | G                                              | G                                              | G                                              |
| 2.°                                            | Alianza Lima                                   | G                                              | G                                              | G                                              | G                                              | G                                              | G                                              | G                                              | P                                              | G                                              | G                                              | P                                              |
| 3.°                                            | USMP                                           | G                                              | G                                              | G                                              | P                                              | G                                              | G                                              | G                                              | G                                              | G                                              | P                                              | G                                              |
| 4.°                                            | Regatas Lima                                   | G                                              | P                                              | G                                              | G                                              | G                                              | G                                              | P                                              | G                                              | P                                              | G                                              | G                                              |
| 5.°                                            | Deportivo Soan                                 | P                                              | G                                              | G                                              | G                                              | P                                              | P                                              | G                                              | P                                              | G                                              | G                                              | G                                              |
| 6.°                                            | Rebaza Acosta                                  | G                                              | P                                              | G                                              | G                                              | G                                              | G                                              | P                                              | P                                              | P                                              | G                                              | G                                              |
| 7.°                                            | CS Italiano                                    | P                                              | G                                              | P                                              | G                                              | G                                              | P                                              | P                                              | G                                              | G                                              | G                                              | P                                              |
| 8.°                                            | Club Atlético Atenea                           | P                                              | G                                              | P                                              | P                                              | P                                              | P                                              | G                                              | G                                              | P                                              | P                                              | G                                              |
| 9.°                                            | Géminis                                        | G                                              | P                                              | P                                              | P                                              | P                                              | G                                              | G                                              | P                                              | P                                              | P                                              | P                                              |
| 10.°                                           | Olva Latino                                    | P                                              | P                                              | G                                              | P                                              | P                                              | P                                              | P                                              | P                                              | G                                              | P                                              | P                                              |
| 11.°                                           | Deportivo Wanka                                | P                                              | P                                              | P                                              | P                                              | P                                              | P                                              | P                                              | G                                              | P                                              | P                                              | P                                              |
| 12.°                                           | ACD Túpac Amaru                                | P                                              | P                                              | P                                              | P                                              | P                                              | P                                              | P                                              | P                                              | P                                              | P                                              | P                                              |

Resultados
Los 66 partidos de la primera etapa se comenzaron a jugar el 7 de diciembre de 2024, aunque el inicio estaba programado para el 30 de noviembre del 2024, pero los clubes se negaron a jugardebido a discrepancias reglamentarias con la FPV.
La MVP de cada partido es elegida por la FPV y no por los canales que transmiten los partidos.
| Fecha 1 | Fecha 1        | Fecha 1 | Fecha 1          | Fecha 1       | Fecha 1 | Fecha 1              | Fecha 1 | Fecha 1 | Fecha 1 | Fecha 1 | Fecha 1 | Fecha 1 | Fecha 1  | Fecha 1        |
| N.°     | Fecha          | Hora    | Árbitros         | Equipo 1      | Res.    | Equipo 2             | S1      | S2      | S3      | S4      | S5      | Total   | Duración | MVP            |
| ------- | -------------- | ------- | ---------------- | ------------- | ------- | -------------------- | ------- | ------- | ------- | ------- | ------- | ------- | -------- | -------------- |
| 1       | 7 de diciembre | 12:30   | Rocío Huarcaya   | Regatas Lima  | 3-0     | Olva Latino          | 25-14   | 25-21   | 25-21   | x       | x       | 75-56   | 1.14     | Emily Zinger   |
| 2       | 7 de diciembre | 15:15   | Juan Flores      | Rebaza Acosta | 3-0     | CS Italiano          | 25-21   | 25-23   | 25-16   | x       | x       | 75-60   | 1.14     | Claudia Palza  |
| 3       | 7 de diciembre | 17:00   | Claudia Vega     | Alianza Lima  | 3-0     | Club Atlético Atenea | 25-21   | 25-21   | 25-16   | x       | x       | 75-58   | 1.14     | Marina Scherer |
| 4       | 8 de diciembre | 12:30   | Luis Huaylinos   | Géminis       | 3-0     | ACD Túpac Amaru      | 25-23   | 25-19   | 25-17   | x       | x       | 75-59   | 1.19     | Cándida Arias  |
| 5       | 8 de diciembre | 15:15   | Consuelo Fuentes | USMP          | 3-0     | Deportivo Wanka      | 25-16   | 25-15   | 25-20   | x       | x       | 75-51   | 1.09     | Flavia Montes  |
| 6       | 8 de diciembre | 17:00   | Julio Lluque     | Universitario | 3-0     | Deportivo Soan       | 25-18   | 25-20   | 25-13   | x       | x       | 75-51   | 1.12     | Brenda Graff   |

| Fecha 2 | Fecha 2         | Fecha 2 | Fecha 2          | Fecha 2              | Fecha 2 | Fecha 2         | Fecha 2 | Fecha 2 | Fecha 2 | Fecha 2 | Fecha 2 | Fecha 2 | Fecha 2  | Fecha 2        |
| N.°     | Fecha           | Hora    | Árbitros         | Equipo 1             | Res.    | Equipo 2        | S1      | S2      | S3      | S4      | S5      | Total   | Duración | MVP            |
| ------- | --------------- | ------- | ---------------- | -------------------- | ------- | --------------- | ------- | ------- | ------- | ------- | ------- | ------- | -------- | -------------- |
| 7       | 14 de diciembre | 12:30   | José Vásquez     | Club Atlético Atenea | 3-0     | ACD Túpac Amaru | 25-23   | 25-15   | 25-22   | x       | x       | 75-60   | 1.19     | Mariana Dantas |
| 8       | 14 de diciembre | 15:15   | Juan Flores      | Géminis              | 1-3     | Deportivo Soan  | 21-25   | 25-27   | 25-14   | 32-34   | x       | 103-100 | 2.08     | Fernanda Maida |
| 9       | 14 de diciembre | 17:00   | Julio Lluque     | Universitario        | 3-0     | Rebaza Acosta   | 25-20   | 25-23   | 25-21   | x       | x       | 75-64   | 1.23     | Eliana Pérez   |
| 10      | 15 de diciembre | 12:30   | Luis Huaylinos   | USMP                 | 3-0     | Olva Latino     | 25-13   | 25-19   | 25-19   | x       | x       | 75-51   | 1.16     | Flavia Montes  |
| 11      | 15 de diciembre | 15:15   | Julio Lluque     | Regatas Lima         | 2-3     | CS Italiano     | 21-25   | 25-23   | 25-18   | 21-25   | 11-15   | 103-106 | 2.03     | Grecia Herrada |
| 12      | 15 de diciembre | 17:00   | Consuelo Fuentes | Alianza Lima         | 3-0     | Deportivo Wanka | 25-19   | 25-16   | 25-9    | x       | x       | 75-44   | 1.06     | Maëva Orlé     |

| Fecha 3 | Fecha 3         | Fecha 3 | Fecha 3        | Fecha 3              | Fecha 3 | Fecha 3         | Fecha 3 | Fecha 3 | Fecha 3 | Fecha 3 | Fecha 3 | Fecha 3 | Fecha 3  | Fecha 3           |
| N.°     | Fecha           | Hora    | Árbitros       | Equipo 1             | Res.    | Equipo 2        | S1      | S2      | S3      | S4      | S5      | Total   | Duración | MVP               |
| ------- | --------------- | ------- | -------------- | -------------------- | ------- | --------------- | ------- | ------- | ------- | ------- | ------- | ------- | -------- | ----------------- |
| 13      | 21 de diciembre | 12:30   | Juan Flores    | Club Atlético Atenea | 0-3     | Deportivo Soan  | 19-25   | 19-25   | 17-25   | x       | x       | 55-75   | 1.19     | Fernanda Maida    |
| 14      | 21 de diciembre | 15:15   | Rocío Huarcaya | USMP                 | 3-0     | CS Italiano     | 25-14   | 25-20   | 25-16   | x       | x       | 75-50   | 1.10     | Flavia Montes     |
| 15      | 21 de diciembre | 17:00   | Luis Huaylinos | Alianza Lima         | 3-0     | ACD Túpac Amaru | 25-11   | 25-16   | 25-12   | x       | x       | 75-39   | 0.58     | Esmeralda Sánchez |
| 16      | 22 de diciembre | 12:30   | Luis Huaylinos | Deportivo Wanka      | 2-3     | Olva Latino     | 25-23   | 22-25   | 25-20   | 23-25   | 7-15    | 102-108 | 2.14     | Emily Fitzner     |
| 17      | 22 de diciembre | 15:15   | Juan Flores    | Géminis              | 2-3     | Rebaza Acosta   | 25-23   | 25-20   | 22-25   | 19-25   | 5-15    | 96-108  | 2.05     | Claudia Palza     |
| 18      | 22 de diciembre | 17:00   | Rocío Huarcaya | Universitario        | 0-3     | Regatas Lima    | 20-25   | 20-25   | 23-25   | x       | x       | 63-75   | 1.19     | Karina Flores     |

| Fecha 4 | Fecha 4    | Fecha 4 | Fecha 4        | Fecha 4         | Fecha 4 | Fecha 4              | Fecha 4 | Fecha 4 | Fecha 4 | Fecha 4 | Fecha 4 | Fecha 4 | Fecha 4  | Fecha 4            |
| N.°     | Fecha      | Hora    | Árbitros       | Equipo 1        | Res.    | Equipo 2             | S1      | S2      | S3      | S4      | S5      | Total   | Duración | MVP                |
| ------- | ---------- | ------- | -------------- | --------------- | ------- | -------------------- | ------- | ------- | ------- | ------- | ------- | ------- | -------- | ------------------ |
| 19      | 4 de enero | 12:30   | Rocío Huarcaya | Deportivo Wanka | 0-3     | CS Italiano          | 12-25   | 14-25   | 18-25   | x       | x       | 44-75   | 1.04     | Darlevis Mosquera  |
| 20      | 4 de enero | 15:15   | Claudia Vega   | Rebaza Acosta   | 3-2     | Club Atlético Atenea | 21-25   | 21-25   | 25-20   | 25-16   | 15-7    | 107-93  | 1.56     | Dayanne Cure       |
| 21      | 4 de enero | 17:00   | Luis Huaylinos | Universitario   | 3-1     | USMP                 | 18-25   | 28-26   | 25-13   | 25-18   | x       | 96-82   | 1.52     | Brenda Graff       |
| 22      | 5 de enero | 12:30   | Claudia Vega   | ACD Túpac Amaru | 1-3     | Deportivo Soan       | 18-25   | 25-21   | 16-25   | 17-25   | x       | 76-96   | 1.48     | Selene Martínez    |
| 23      | 5 de enero | 15:15   | José Vásquez   | Regatas Lima    | 3-0     | Géminis              | 25-19   | 25-14   | 25-20   | x       | x       | 75-53   | 1.16     | Emily Zinger       |
| 24      | 5 de enero | 17:00   | Luis Huaylinos | Alianza Lima    | 3-0     | Olva Latino          | 25-19   | 25-18   | 25-21   | x       | x       | 75-58   | 1.17     | Clarivett Yllescas |

| Fecha 5 | Fecha 5     | Fecha 5 | Fecha 5          | Fecha 5              | Fecha 5 | Fecha 5        | Fecha 5 | Fecha 5 | Fecha 5 | Fecha 5 | Fecha 5 | Fecha 5 | Fecha 5  | Fecha 5             |
| N.°     | Fecha       | Hora    | Árbitros         | Equipo 1             | Res.    | Equipo 2       | S1      | S2      | S3      | S4      | S5      | Total   | Duración | MVP                 |
| ------- | ----------- | ------- | ---------------- | -------------------- | ------- | -------------- | ------- | ------- | ------- | ------- | ------- | ------- | -------- | ------------------- |
| 25      | 11 de enero | 12:30   | José Vásquez     | Olva Latino          | 0-3     | CS Italiano    | 13-25   | 20-25   | 19-25   | x       | x       | 52-75   | 1.11     | Darlevis Mosquera   |
| 26      | 11 de enero | 15:15   | Miguel Barreda   | Club Atlético Atenea | 1-3     | Regatas Lima   | 22-25   | 25-23   | 26-28   | 14-25   | x       | 87-101  | 1.48     | Emily Zinger        |
| 27      | 11 de enero | 17:00   | Consuelo Fuentes | Alianza Lima         | 3-0     | Deportivo Soan | 25-13   | 25-18   | 25-20   | x       | x       | 75-51   | 1.13     | Maricarmen Guerrero |
| 28      | 12 de enero | 12:30   | Jorge Nazario    | ACD Túpac Amaru      | 0-3     | Rebaza Acosta  | 21-25   | 14-25   | 19-25   | x       | x       | 54-75   | 1.10     | Angélica Aquino     |
| 29      | 12 de enero | 15:15   | Juan Flores      | USMP                 | 3-0     | Géminis        | 25-23   | 25-16   | 25-17   | x       | x       | 75-56   | 1.18     | Daniela Muñoz       |
| 30      | 12 de enero | 17:00   | Jairo Castillón  | Deportivo Wanka      | 0-3     | Universitario  | 10-25   | 18-25   | 22-25   | x       | x       | 50-75   | 1.17     | Eliana Pérez        |

| Fecha 6 | Fecha 6     | Fecha 6 | Fecha 6        | Fecha 6              | Fecha 6 | Fecha 6       | Fecha 6 | Fecha 6 | Fecha 6 | Fecha 6 | Fecha 6 | Fecha 6 | Fecha 6  | Fecha 6          |
| N.°     | Fecha       | Hora    | Árbitros       | Equipo 1             | Res.    | Equipo 2      | S1      | S2      | S3      | S4      | S5      | Total   | Duración | MVP              |
| ------- | ----------- | ------- | -------------- | -------------------- | ------- | ------------- | ------- | ------- | ------- | ------- | ------- | ------- | -------- | ---------------- |
| 31      | 18 de enero | 12:30   | Julio Lluque   | Club Atlético Atenea | 0-3     | USMP          | 17-25   | 12-25   | 18-25   | x       | x       | 47-75   | 1.13     | Ivna Colombo     |
| 32      | 18 de enero | 15:15   | José Vásquez   | Deportivo Soan       | 1-3     | Rebaza Acosta | 23-25   | 25-18   | 20-25   | 18-25   | x       | 86-93   | 1.46     | Melisa Rangel    |
| 33      | 18 de enero | 17:00   | Luis Huaylinos | Olva Latino          | 0-3     | Universitario | 21-25   | 12-25   | 15-25   | x       | x       | 48-75   | 1.07     | Sarah Evaristo   |
| 34      | 19 de enero | 12:30   | Julio Lluque   | Deportivo Wanka      | 0-3     | Géminis       | 15-25   | 27-29   | 16-25   | x       | x       | 58-79   | 1.18     | Natalia Martínez |
| 35      | 19 de enero | 15:15   | Juan Flores    | ACD Túpac Amaru      | 0-3     | Regatas Lima  | 25-27   | 14-25   | 24-26   | x       | x       | 63-78   | 1.20     | Camila Monge     |
| 36      | 19 de enero | 17:00   | Luis Huaylinos | Alianza Lima         | 3-1     | CS Italiano   | 24-26   | 25-19   | 25-16   | 25-21   | x       | 99-82   | 1.51     | Sonaly Cidrão    |

| Fecha 7 | Fecha 7     | Fecha 7 | Fecha 7          | Fecha 7         | Fecha 7 | Fecha 7              | Fecha 7 | Fecha 7 | Fecha 7 | Fecha 7 | Fecha 7 | Fecha 7 | Fecha 7  | Fecha 7           |
| N.°     | Fecha       | Hora    | Árbitros         | Equipo 1        | Res.    | Equipo 2             | S1      | S2      | S3      | S4      | S5      | Total   | Duración | MVP               |
| ------- | ----------- | ------- | ---------------- | --------------- | ------- | -------------------- | ------- | ------- | ------- | ------- | ------- | ------- | -------- | ----------------- |
| 37      | 25 de enero | 12:30   | Miguel Ballena   | Deportivo Soan  | 3-1     | Regatas Lima         | 10-25   | 25-19   | 25-20   | 26-24   | x       | 86-88   | 1.44     | Fernanda Maida    |
| 38      | 25 de enero | 15:15   | Consuelo Fuentes | Olva Latino     | 1-3     | Géminis              | 25-22   | 17-25   | 16-25   | 18-25   | x       | 76-97   | 1.36     | Florangel Terrero |
| 39      | 25 de enero | 17:00   | Walter Vera      | Alianza Lima    | 3-1     | Rebaza Acosta        | 25-27   | 25-17   | 25-18   | 25-16   | x       | 100-78  | 1.48     | Ysabella Sánchez  |
| 40      | 26 de enero | 12:30   | José Vásquez     | Deportivo Wanka | 1-3     | Club Atlético Atenea | 18-25   | 25-22   | 21-25   | 23-25   | x       | 87-97   | 1.53     | Bia Magnabosco    |
| 41      | 26 de enero | 15:15   | Jairo Castillón  | ACD Túpac Amaru | 0-3     | USMP                 | 12-25   | 17-25   | 13-25   | x       | x       | 42-75   | 1.08     | Mariana Chalco    |
| 42      | 26 de enero | 17:00   | Walter Vera      | CS Italiano     | 1-3     | Universitario        | 25-21   | 16-25   | 22-25   | 23-25   | x       | 86-96   | 1.50     | Eliana Pérez      |

| Fecha 8 | Fecha 8      | Fecha 8 | Fecha 8        | Fecha 8         | Fecha 8 | Fecha 8              | Fecha 8 | Fecha 8 | Fecha 8 | Fecha 8 | Fecha 8 | Fecha 8 | Fecha 8  | Fecha 8            |
| N.°     | Fecha        | Hora    | Árbitros       | Equipo 1        | Res.    | Equipo 2             | S1      | S2      | S3      | S4      | S5      | Total   | Duración | MVP                |
| ------- | ------------ | ------- | -------------- | --------------- | ------- | -------------------- | ------- | ------- | ------- | ------- | ------- | ------- | -------- | ------------------ |
| 43      | 1 de febrero | 12:30   | Juan Flores    | ACD Túpac Amaru | 0-3     | Deportivo Wanka      | 27-29   | 14-25   | 18-25   | x       | x       | 59-79   | 1.23     | Waleska Toro       |
| 44      | 1 de febrero | 15:15   | José Vásquez   | Deportivo Soan  | 0-3     | USMP                 | 24-26   | 20-25   | 21-25   | x       | x       | 65-76   | 1.36     | Flavia Montes      |
| 45      | 1 de febrero | 17:00   | Luis Huaylinos | Rebaza Acosta   | 1-3     | Regatas Lima         | 26-24   | 17-25   | 22-25   | 13-25   | x       | 78-99   | 1.42     | Paola Rivera       |
| 46      | 2 de febrero | 12:30   | José Vásquez   | Olva Latino     | 1-3     | Club Atlético Atenea | 15-25   | 20-25   | 26-24   | 18-25   | x       | 79-99   | 1.48     | Elena Keldibekova  |
| 47      | 2 de febrero | 15:15   | Luis Huaylinos | CS Italiano     | 3-2     | Géminis              | 25-16   | 25-13   | 20-25   | 20-25   | 15-11   | 105-90  | 1.51     | Antuanette Arteaga |
| 48      | 2 de febrero | 17:00   | Rocío Huarcaya | Alianza Lima    | 2-3     | Universitario        | 25-21   | 25-17   | 22-25   | 19-25   | 9-15    | 100-103 | 2.04     | Sarah Evaristo     |

| Fecha 9 | Fecha 9      | Fecha 9 | Fecha 9          | Fecha 9        | Fecha 9 | Fecha 9              | Fecha 9 | Fecha 9 | Fecha 9 | Fecha 9 | Fecha 9 | Fecha 9 | Fecha 9  | Fecha 9           |
| N.°     | Fecha        | Hora    | Árbitros         | Equipo 1       | Res.    | Equipo 2             | S1      | S2      | S3      | S4      | S5      | Total   | Duración | MVP               |
| ------- | ------------ | ------- | ---------------- | -------------- | ------- | -------------------- | ------- | ------- | ------- | ------- | ------- | ------- | -------- | ----------------- |
| 49      | 8 de febrero | 12:30   | Julio Lluque     | Olva Latino    | 3-1     | ACD Túpac Amaru      | 25-19   | 22-25   | 25-21   | 26-24   | x       | 98-89   | 1.55     | Silvana Vargas    |
| 50      | 8 de febrero | 15:15   | Juan Flores      | Rebaza Acosta  | 1-3     | USMP                 | 28-26   | 19-25   | 21-25   | 15-25   | x       | 83-101  | 1.49     | Simone Scherer    |
| 51      | 8 de febrero | 17:00   | Miguel Ballena   | Universitario  | 3-0     | Géminis              | 25-18   | 25-17   | 27-25   | x       | x       | 77-60   | 1.20     | Alexandra Machado |
| 52      | 9 de febrero | 12:30   | Miguel Ballena   | CS Italiano    | 3-0     | Club Atlético Atenea | 25-19   | 25-23   | 25-9    | x       | x       | 75-51   | 1.15     | Grecia Herrada    |
| 53      | 9 de febrero | 15:15   | Jorge Nazario    | Deportivo Soan | 3-1     | Deportivo Wanka      | 25-22   | 20-25   | 26-24   | 25-15   | x       | 96-86   | 2.03     | Fernanda Maida    |
| 54      | 9 de febrero | 17:00   | Herbert Gonzales | Alianza Lima   | 3-0     | Regatas Lima         | 25-23   | 25-22   | 25-16   | x       | x       | 75-61   | 1.24     | Marina Scherer    |

| Fecha 10 | Fecha 10      | Fecha 10 | Fecha 10         | Fecha 10       | Fecha 10 | Fecha 10             | Fecha 10 | Fecha 10 | Fecha 10 | Fecha 10 | Fecha 10 | Fecha 10 | Fecha 10 | Fecha 10         |
| N.°      | Fecha         | Hora     | Árbitros         | Equipo 1       | Res.     | Equipo 2             | S1       | S2       | S3       | S4       | S5       | Total    | Duración | MVP              |
| -------- | ------------- | -------- | ---------------- | -------------- | -------- | -------------------- | -------- | -------- | -------- | -------- | -------- | -------- | -------- | ---------------- |
| 55       | 11 de febrero | 12:30    | Rocío Huarcaya   | Deportivo Soan | 3-1      | Olva Latino          | 25-22    | 26-28    | 25-22    | 25-21    | x        | 101-93   | 1.57     | Greta Martinelli |
| 56       | 11 de febrero | 15:15    | Julio Lluque     | CS Italiano    | 3-1      | ACD Túpac Amaru      | 25-17    | 27-29    | 25-4     | 25-11    | x        | 102-61   | 1.33     | Sandra Ostos     |
| 57       | 11 de febrero | 17:00    | Juan Flores      | Alianza Lima   | 3-0      | Géminis              | 25-17    | 25-22    | 25-20    | x        | x        | 75-59    | 1.18     | Julieta Lazcano  |
| 58       | 12 de febrero | 12:30    | Rocío Huarcaya   | Rebaza Acosta  | 3-1      | Deportivo Wanka      | 25-22    | 25-22    | 22-25    | 25-18    | x        | 97-87    | 1.50     | Angélica Aquino  |
| 59       | 12 de febrero | 15:15    | Herbert Gonzales | Universitario  | 3-0      | Club Atlético Atenea | 25-22    | 25-15    | 25-19    | x        | x        | 75-56    | 1.20     | Eliana Pérez     |
| 60       | 12 de febrero | 17:00    | José Vásquez     | Regatas Lima   | 3-0      | USMP                 | 25-21    | 25-19    | 25-20    | x        | x        | 75-60    | 1.23     | Kiara Montes     |

| Fecha 11 | Fecha 11      | Fecha 11 | Fecha 11       | Fecha 11      | Fecha 11 | Fecha 11             | Fecha 11 | Fecha 11 | Fecha 11 | Fecha 11 | Fecha 11 | Fecha 11 | Fecha 11 | Fecha 11         |
| N.°      | Fecha         | Hora     | Árbitros       | Equipo 1      | Res.     | Equipo 2             | S1       | S2       | S3       | S4       | S5       | Total    | Duración | MVP              |
| -------- | ------------- | -------- | -------------- | ------------- | -------- | -------------------- | -------- | -------- | -------- | -------- | -------- | -------- | -------- | ---------------- |
| 61       | 15 de febrero | 12:30    | Walter Vera    | CS Italiano   | 2-3      | Deportivo Soan       | 25-27    | 21-25    | 25-20    | 25-17    | 21-23    | 117-112  | 2.21     | Mabel Olemar     |
| 62       | 15 de febrero | 15:15    | Juan Flores    | Universitario | 3-0      | ACD Túpac Amaru      | 25-23    | 25-17    | 25-10    | x        | x        | 75-50    | 1.11     | Lucía Magallanes |
| 63       | 15 de febrero | 17:00    | Miguel Ballena | Géminis       | 2-3      | Club Atlético Atenea | 20-25    | 19-25    | 25-14    | 25-16    | 9-15     | 98-95    | 2.07     | Bia Magnabosco   |
| 64       | 16 de febrero | 12:30    | José Vásquez   | Rebaza Acosta | 3-0      | Olva Latino          | 25-21    | 25-20    | 25-22    | x        | x        | 75-63    | 1.20     | Claudia Palza    |
| 65       | 16 de febrero | 15:15    | Julio Lluque   | Regatas Lima  | 3-0      | Deportivo Wanka      | 25-22    | 25-11    | 25-20    | x        | x        | 75-53    | 1.16     | Emily Zinger     |
| 66       | 16 de febrero | 17:00    | Miguel Ballena | Alianza Lima  | 2-3      | USMP                 | 25-22    | 25-13    | 17-25    | 22-25    | 9-15     | 98-100   | 2.16     | Ivna Colombo     |

Datos de la primera etapa
- Partido más corto y con menos puntos: Alianza Lima-ACD Túpac Amaru (58 minutos; 114 puntos).
- Partido más largo y con más puntos: CS Italiano-Deportivo Soan (2 horas y 21 minutos; 229 puntos).
- Set más corto: Quinto set del Dep. Wanka-Olva Latino (14 minutos).
- Set con menos puntos: Quinto set del Géminis-Rebaza Acosta (20 puntos).
- Set más largo y con más puntos: Cuarto set del Géminis-Dep. Soan (40 minutos; 66 puntos).
- Set con mayor diferencia de puntos: Tercer set del Circolo-Túpac (25-4).
- Jugadora con más puntos en un partido: Emily Zinger (33 puntos a Club Atlético Atenea).
- Jugadoras con más MVP: Flavia Montes, Fernanda Maida, Eliana Pérez y Emily Zinger (4 MVPs).

## Segunda etapa

### Octogonal por el título
El octogonal consiste en una rueda de enfrentamientos entre los ocho mejores equipos de la primera etapa, con el fin de definir las llaves de los cuartos de final. Universitario (1.° de la primera etapa) y Alianza Lima (2.° de la primera etapa) juegan esta etapa con una bonificación de 2 puntos y 1 punto, respectivamente. Una vez definidas las posiciones del octogonal, los cuartos de final se disputarán de la siguiente manera: el primero se enfrentará al octavo, el segundo al séptimo, el tercero al sexto y el cuarto al quinto.
Clasificación
- Última actualización: 6 de abril de 2025.

| Clasificación del octogonal | Clasificación del octogonal | Clasificación del octogonal | Clasificación del octogonal | Clasificación del octogonal | Clasificación del octogonal | Clasificación del octogonal | Clasificación del octogonal | Clasificación del octogonal | Clasificación del octogonal | Clasificación del octogonal | Clasificación del octogonal | Clasificación del octogonal | Clasificación del octogonal | Clasificación del octogonal | Clasificación del octogonal | Clasificación del octogonal | Clasificación del octogonal | Clasificación del octogonal |
| Pos.                        | Equipos                     | Puntos                      | Partidos                    | Partidos                    | Partidos                    | Resultados                  | Resultados                  | Resultados                  | Resultados                  | Resultados                  | Resultados                  | Sets                        | Sets                        | Sets                        | Puntos                      | Puntos                      | Puntos                      | Rival en cuartos de final   |
| Pos.                        | Equipos                     | Puntos                      | PJ                          | PG                          | PP                          | 3-0                         | 3-1                         | 3-2                         | 2-3                         | 1-3                         | 0-3                         | SG                          | SP                          | Ratio                       | PG                          | PP                          | Ratio                       | Rival en cuartos de final   |
| --------------------------- | --------------------------- | --------------------------- | --------------------------- | --------------------------- | --------------------------- | --------------------------- | --------------------------- | --------------------------- | --------------------------- | --------------------------- | --------------------------- | --------------------------- | --------------------------- | --------------------------- | --------------------------- | --------------------------- | --------------------------- | --------------------------- |
| 1.°                         | USMP                        | 17                          | 7                           | 6                           | 1                           | 1                           | 3                           | 2                           | 1                           |                             |                             | 20                          | 10                          | 2.000                       | 677                         | 611                         | 1.108                       | Vs. 8.°                     |
| 2.°                         | Universitario               | 17                          | 7                           | 6                           | 1                           |                             | 3                           | 3                           |                             |                             | 1                           | 18                          | 12                          | 1.500                       | 675                         | 622                         | 1.085                       | Vs. 7.°                     |
| 3.°                         | Regatas Lima                | 16                          | 7                           | 5                           | 2                           | 1                           | 4                           |                             | 1                           | 1                           |                             | 18                          | 10                          | 1.800                       | 636                         | 589                         | 1.080                       | Vs. 6.°                     |
| 4.°                         | Alianza Lima                | 15                          | 7                           | 5                           | 2                           | 3                           | 1                           | 1                           |                             | 2                           |                             | 17                          | 9                           | 1.888                       | 595                         | 515                         | 1.155                       | Vs. 5.°                     |
| 5.°                         | CS Italiano                 | 10                          | 7                           | 3                           | 4                           | 2                           | 1                           |                             | 1                           | 3                           |                             | 14                          | 13                          | 1.077                       | 572                         | 580                         | 0.986                       | Vs. 4.°                     |
| 6.°                         | Deportivo Soan              | 6                           | 7                           | 2                           | 5                           | 1                           |                             | 1                           | 1                           | 1                           | 3                           | 9                           | 17                          | 0.529                       | 515                         | 583                         | 0.883                       | Vs. 3.°                     |
| 7.°                         | Rebaza Acosta               | 6                           | 7                           | 1                           | 6                           | 1                           |                             |                             | 3                           | 2                           | 1                           | 11                          | 18                          | 0.611                       | 593                         | 652                         | 0.910                       | Vs. 2.°                     |
| 8.°                         | Club Atlético Atenea        | 0                           | 7                           |                             | 7                           |                             |                             |                             |                             | 3                           | 4                           | 3                           | 21                          | 0.143                       | 472                         | 583                         | 0.810                       | Vs. 1.°                     |

Evolución de posiciones
- Última actualización: 6 de abril de 2025.

| Evolución de posiciones en el octogonal | Evolución de posiciones en el octogonal | Evolución de posiciones en el octogonal | Evolución de posiciones en el octogonal | Evolución de posiciones en el octogonal | Evolución de posiciones en el octogonal | Evolución de posiciones en el octogonal | Evolución de posiciones en el octogonal | Evolución de posiciones en el octogonal |
| Pos.                                    | Equipo                                  | F1                                      | F2                                      | F3                                      | F4                                      | F5                                      | F6                                      | F7                                      |
| --------------------------------------- | --------------------------------------- | --------------------------------------- | --------------------------------------- | --------------------------------------- | --------------------------------------- | --------------------------------------- | --------------------------------------- | --------------------------------------- |
| 1.°                                     | USMP                                    | 4.°                                     | 3.°                                     | 2.°                                     | 2.°                                     | 2.°                                     | 2.°                                     | 1.°                                     |
| 2.°                                     | Universitario                           | 1.°                                     | 1.°                                     | 1.°                                     | 1.°                                     | 1.°                                     | 1.°                                     | 2.°                                     |
| 3.°                                     | Regatas Lima                            | 3.°                                     | 5.°                                     | 3.°                                     | 3.°                                     | 4.°                                     | 3.°                                     | 3.°                                     |
| 4.°                                     | Alianza Lima                            | 2.°                                     | 2.°                                     | 4.°                                     | 4.°                                     | 3.°                                     | 4.°                                     | 4.°                                     |
| 5.°                                     | CS Italiano                             | 7.°                                     | 7.°                                     | 6.°                                     | 6.°                                     | 5.°                                     | 5.°                                     | 5.°                                     |
| 6.°                                     | Deportivo Soan                          | 8.°                                     | 6.°                                     | 7.°                                     | 7.°                                     | 7.°                                     | 7.°                                     | 6.°                                     |
| 7.°                                     | Rebaza Acosta                           | 5.°                                     | 4.°                                     | 5.°                                     | 5.°                                     | 6.°                                     | 6.°                                     | 7.°                                     |
| 8.°                                     | Club Atlético Atenea                    | 6.°                                     | 8.°                                     | 8.°                                     | 8.°                                     | 8.°                                     | 8.°                                     | 8.°                                     |

Rachas de ganados/perdidos
- Última actualización: 6 de abril de 2025.

| Rachas de ganados/perdidos en el octogonal | Rachas de ganados/perdidos en el octogonal | Rachas de ganados/perdidos en el octogonal | Rachas de ganados/perdidos en el octogonal | Rachas de ganados/perdidos en el octogonal | Rachas de ganados/perdidos en el octogonal | Rachas de ganados/perdidos en el octogonal | Rachas de ganados/perdidos en el octogonal | Rachas de ganados/perdidos en el octogonal |
| Pos.                                       | Equipo                                     | F1                                         | F2                                         | F3                                         | F4                                         | F5                                         | F6                                         | F7                                         |
| ------------------------------------------ | ------------------------------------------ | ------------------------------------------ | ------------------------------------------ | ------------------------------------------ | ------------------------------------------ | ------------------------------------------ | ------------------------------------------ | ------------------------------------------ |
| 1.°                                        | USMP                                       | G                                          | G                                          | G                                          | G                                          | G                                          | P                                          | G                                          |
| 2.°                                        | Universitario                              | G                                          | G                                          | G                                          | G                                          | G                                          | G                                          | P                                          |
| 3.°                                        | Regatas Lima                               | G                                          | P                                          | G                                          | G                                          | P                                          | G                                          | G                                          |
| 4.°                                        | Alianza Lima                               | G                                          | G                                          | P                                          | G                                          | G                                          | P                                          | G                                          |
| 5.°                                        | CS Italiano                                | P                                          | P                                          | G                                          | P                                          | G                                          | G                                          | P                                          |
| 6.°                                        | Deportivo Soan                             | P                                          | P                                          | P                                          | P                                          | P                                          | G                                          | G                                          |
| 7.°                                        | Rebaza Acosta                              | P                                          | G                                          | P                                          | P                                          | P                                          | P                                          | P                                          |
| 8.°                                        | Club Atlético Atenea                       | P                                          | P                                          | P                                          | P                                          | P                                          | P                                          | P                                          |

Resultados
Las MVP de cada partido son elegidas por la FPV y no por los canales que transmiten los partidos.
| Fecha 1 | Fecha 1       | Fecha 1 | Fecha 1        | Fecha 1       | Fecha 1 | Fecha 1              | Fecha 1 | Fecha 1 | Fecha 1 | Fecha 1 | Fecha 1 | Fecha 1 | Fecha 1  | Fecha 1        |
| N.°     | Fecha         | Hora    | Árbitros       | Equipo 1      | Res.    | Equipo 2             | S1      | S2      | S3      | S4      | S5      | Total   | Duración | MVP            |
| ------- | ------------- | ------- | -------------- | ------------- | ------- | -------------------- | ------- | ------- | ------- | ------- | ------- | ------- | -------- | -------------- |
| 68      | 22 de febrero | 15:15   | Luis Huaylinos | Regatas Lima  | 3-0     | Deportivo Soan       | 25-19   | 25-13   | 25-16   | x       | x       | 75-48   | 1.13     | Kiara Montes   |
| 69      | 22 de febrero | 17:00   | Juan Flores    | Universitario | 3-1     | Club Atlético Atenea | 25-16   | 27-29   | 25-20   | 25-20   | x       | 102-85  | 1.46     | Elis Bento     |
| 71      | 23 de febrero | 15:15   | Juan Flores    | USMP          | 3-2     | Rebaza Acosta        | 23-25   | 21-25   | 25-23   | 25-15   | 15-11   | 109-99  | 2.13     | Simone Scherer |
| 72      | 23 de febrero | 17:00   | Luis Huaylinos | Alianza Lima  | 3-1     | CS Italiano          | 25-16   | 20-25   | 25-18   | 25-18   | x       | 95-77   | 1.45     | Aixa Vigil     |

| Fecha 2 | Fecha 2    | Fecha 2 | Fecha 2        | Fecha 2              | Fecha 2 | Fecha 2        | Fecha 2 | Fecha 2 | Fecha 2 | Fecha 2 | Fecha 2 | Fecha 2 | Fecha 2  | Fecha 2         |
| N.°     | Fecha      | Hora    | Árbitros       | Equipo 1             | Res.    | Equipo 2       | S1      | S2      | S3      | S4      | S5      | Total   | Duración | MVP             |
| ------- | ---------- | ------- | -------------- | -------------------- | ------- | -------------- | ------- | ------- | ------- | ------- | ------- | ------- | -------- | --------------- |
| 74      | 1 de marzo | 15:15   | Juan Flores    | Universitario        | 3-1     | CS Italiano    | 25-20   | 25-17   | 18-25   | 25-11   | x       | 93-73   | 1.35     | Sarah Evaristo  |
| 75      | 1 de marzo | 17:00   | José Vásquez   | USMP                 | 3-1     | Regatas Lima   | 25-17   | 25-19   | 21-25   | 25-20   | x       | 96-81   | 1.59     | Fernanda Tomé   |
| 77      | 2 de marzo | 15:15   | Juan Flores    | Club Atlético Atenea | 0-3     | Rebaza Acosta  | 25-23   | 25-21   | 25-18   | x       | x       | 62-75   | 1.19     | Angélica Aquino |
| 78      | 2 de marzo | 17:00   | Luis Huaylinos | Alianza Lima         | 3-2     | Deportivo Soan | 20-25   | 25-16   | 23-25   | 25-18   | 15-13   | 108-97  | 1.59     | Marina Scherer  |

| Fecha 3 | Fecha 3     | Fecha 3 | Fecha 3        | Fecha 3              | Fecha 3 | Fecha 3        | Fecha 3 | Fecha 3 | Fecha 3 | Fecha 3 | Fecha 3 | Fecha 3 | Fecha 3  | Fecha 3        |
| N.°     | Fecha       | Hora    | Árbitros       | Equipo 1             | Res.    | Equipo 2       | S1      | S2      | S3      | S4      | S5      | Total   | Duración | MVP            |
| ------- | ----------- | ------- | -------------- | -------------------- | ------- | -------------- | ------- | ------- | ------- | ------- | ------- | ------- | -------- | -------------- |
| 81      | 8 de marzo  | 17:00   | Luis Huaylinos | Club Atlético Atenea | 1-3     | Regatas Lima   | 23-25   | 25-16   | 20-25   | 23-25   | x       | 91-91   | 1.15     | Karina Flores  |
| 82      | 9 de marzo  | 15:15   | Juan Flores    | CS Italiano          | 3-0     | Deportivo Soan | 26-24   | 25-15   | 25-22   | x       | x       | 76-61   | 1.28     | Grecia Herrada |
| 83      | 9 de marzo  | 17:00   | José Vásquez   | Universitario        | 3-2     | Rebaza Acosta  | 25-19   | 25-21   | 17-25   | 27-29   | 15-8    | 109-102 | 2.12     | Eliana Pérez   |
| 84      | 19 de marzo | 17:15   | Rocío Huarcaya | Alianza Lima         | 1-3     | USMP           | 21-25   | 15-25   | 25-17   | 20-25   | x       | 81-92   | 1.49     | Ivna Colombo   |

| Fecha 4 | Fecha 4     | Fecha 4 | Fecha 4        | Fecha 4              | Fecha 4 | Fecha 4        | Fecha 4 | Fecha 4 | Fecha 4 | Fecha 4 | Fecha 4 | Fecha 4 | Fecha 4  | Fecha 4          |
| N.°     | Fecha       | Hora    | Árbitros       | Equipo 1             | Res.    | Equipo 2       | S1      | S2      | S3      | S4      | S5      | Total   | Duración | MVP              |
| ------- | ----------- | ------- | -------------- | -------------------- | ------- | -------------- | ------- | ------- | ------- | ------- | ------- | ------- | -------- | ---------------- |
| 85      | 15 de marzo | 15:15   | Luis Huaylinos | Rebaza Acosta        | 1-3     | Regatas Lima   | 25-22   | 18-25   | 20-25   | 17-25   | x       | 80-97   | 1.46     | Emily Zinger     |
| 86      | 15 de marzo | 17:00   | Juan Flores    | Universitario        | 3-1     | Deportivo Soan | 25-22   | 25-14   | 20-25   | 25-14   | x       | 95-75   | 1.43     | Brenda Graff     |
| 87      | 16 de marzo | 15:15   | Julio Lluque   | CS Italiano          | 2-3     | USMP           | 25-18   | 25-23   | 18-25   | 18-25   | 11-15   | 97-106  | 2.06     | Shiamara Almeida |
| 88      | 16 de marzo | 17:00   | Juan Flores    | Club Atlético Atenea | 0-3     | Alianza Lima   | 13-25   | 9-25    | 19-25   | x       | x       | 41-75   | 1.03     | Aixa Vigil       |

| Fecha 5 | Fecha 5     | Fecha 5 | Fecha 5          | Fecha 5        | Fecha 5 | Fecha 5              | Fecha 5 | Fecha 5 | Fecha 5 | Fecha 5 | Fecha 5 | Fecha 5 | Fecha 5  | Fecha 5           |
| N.°     | Fecha       | Hora    | Árbitros         | Equipo 1       | Res.    | Equipo 2             | S1      | S2      | S3      | S4      | S5      | Total   | Duración | MVP               |
| ------- | ----------- | ------- | ---------------- | -------------- | ------- | -------------------- | ------- | ------- | ------- | ------- | ------- | ------- | -------- | ----------------- |
| 89      | 22 de marzo | 15:15   | Luis Huaylinos   | CS Italiano    | 3-0     | Club Atlético Atenea | 25-16   | 25-22   | 25-11   | x       | x       | 75-49   | 1.14     | Bárbara Frangella |
| 90      | 22 de marzo | 17:00   | José Vásquez     | Universitario  | 3-2     | Regatas Lima         | 23-25   | 17-25   | 26-24   | 25-22   | 15-7    | 106-103 | 2.13     | Elis Bento        |
| 91      | 23 de marzo | 15:15   | Juan Flores      | Deportivo Soan | 0-3     | USMP                 | 19-25   | 16-25   | 16-25   | x       | x       | 51-75   | 1.16     | Simone Scherer    |
| 92      | 23 de marzo | 17:00   | Consuelo Fuentes | Rebaza Acosta  | 0-3     | Alianza Lima         | 21-25   | 20-25   | 14-25   | x       | x       | 55-75   | 1.15     | Maëva Orlé        |

| Fecha 6 | Fecha 6     | Fecha 6 | Fecha 6          | Fecha 6        | Fecha 6 | Fecha 6              | Fecha 6 | Fecha 6 | Fecha 6 | Fecha 6 | Fecha 6 | Fecha 6 | Fecha 6  | Fecha 6           |
| N.°     | Fecha       | Hora    | Árbitros         | Equipo 1       | Res.    | Equipo 2             | S1      | S2      | S3      | S4      | S5      | Total   | Duración | MVP               |
| ------- | ----------- | ------- | ---------------- | -------------- | ------- | -------------------- | ------- | ------- | ------- | ------- | ------- | ------- | -------- | ----------------- |
| 93      | 29 de marzo | 15:15   | Luis Huaylinos   | Rebaza Acosta  | 1-3     | CS Italiano          | 18-25   | 25-17   | 19-25   | 19-25   | x       | 81-92   | 1.44     | Sandra Ostos      |
| 94      | 29 de marzo | 17:00   | Julio Lluque     | Regatas Lima   | 3-1     | Alianza Lima         | 25-21   | 20-25   | 25-18   | 25-22   | x       | 95-86   | 1.50     | Paola Rivera      |
| 95      | 30 de marzo | 15:15   | Herbert Gonzales | Deportivo Soan | 3-0     | Club Atlético Atenea | 25-18   | 25-21   | 25-15   | x       | x       | 75-54   | 1.18     | Linda Costa       |
| 96      | 30 de marzo | 17:00   | José Vásquez     | Universitario  | 3-2     | USMP                 | 31-29   | 17-25   | 25-18   | 24-26   | 15-11   | 112-109 | 2.21     | Alexandra Machado |

| Fecha 7 | Fecha 7    | Fecha 7 | Fecha 7          | Fecha 7        | Fecha 7 | Fecha 7              | Fecha 7 | Fecha 7 | Fecha 7 | Fecha 7 | Fecha 7 | Fecha 7 | Fecha 7  | Fecha 7       |
| N.°     | Fecha      | Hora    | Árbitros         | Equipo 1       | Res.    | Equipo 2             | S1      | S2      | S3      | S4      | S5      | Total   | Duración | MVP           |
| ------- | ---------- | ------- | ---------------- | -------------- | ------- | -------------------- | ------- | ------- | ------- | ------- | ------- | ------- | -------- | ------------- |
| 97      | 5 de abril | 15:15   | Herbert Gonzales | USMP           | 3-1     | Club Atlético Atenea | 25-20   | 25-23   | 15-25   | 25-22   | x       | 90-90   | 1.56     | Ivna Colombo  |
| 98      | 5 de abril | 17:00   | Walter Vera      | Deportivo Soan | 3-2     | Rebaza Acosta        | 22-25   | 25-17   | 25-22   | 21-25   | 15-11   | 108-100 | 2.18     | Mabel Olemar  |
| 99      | 6 de abril | 15:15   | Juan Flores      | Regatas Lima   | 3-1     | CS Italiano          | 25-21   | 19-25   | 25-19   | 25-17   | x       | 94-82   | 1.43     | Shanaiya Aymé |
| 100     | 6 de abril | 17:00   | Walter Vera      | Universitario  | 0-3     | Alianza Lima         | 17-25   | 18-25   | 23-25   | x       | x       | 58-75   | 1.24     | Aixa Vigil    |

### Cuadrangular por la permanencia
Los cuatro últimos de la primera etapa disputaron una rueda de enfrentamientos entre sí para definir a los dos equipos que permanecen en la LPV, al equipo que afrontará la revalidación ante el subcampeón de la LNIV 2025 y al que descendió a la LNIV 2026. 
Clasificación
- Última actualización: 8 de marzo de 2025.

| Clasificación de la permanencia | Clasificación de la permanencia | Clasificación de la permanencia | Clasificación de la permanencia | Clasificación de la permanencia | Clasificación de la permanencia | Clasificación de la permanencia | Clasificación de la permanencia | Clasificación de la permanencia | Clasificación de la permanencia | Clasificación de la permanencia | Clasificación de la permanencia | Clasificación de la permanencia | Clasificación de la permanencia | Clasificación de la permanencia | Clasificación de la permanencia | Clasificación de la permanencia | Clasificación de la permanencia | Clasificación de la permanencia |
| Pos.                            | Equipos                         | Puntajes                        | Partidos                        | Partidos                        | Partidos                        | Resultados                      | Resultados                      | Resultados                      | Resultados                      | Resultados                      | Resultados                      | Sets                            | Sets                            | Sets                            | Puntos                          | Puntos                          | Puntos                          | Detalle                         |
| Pos.                            | Equipos                         | Puntajes                        | PJ                              | PG                              | PP                              | 3-0                             | 3-1                             | 3-2                             | 2-3                             | 1-3                             | 0-3                             | SG                              | SP                              | Ratio                           | PG                              | PP                              | Ratio                           | Detalle                         |
| ------------------------------- | ------------------------------- | ------------------------------- | ------------------------------- | ------------------------------- | ------------------------------- | ------------------------------- | ------------------------------- | ------------------------------- | ------------------------------- | ------------------------------- | ------------------------------- | ------------------------------- | ------------------------------- | ------------------------------- | ------------------------------- | ------------------------------- | ------------------------------- | ------------------------------- |
| 1.°                             | Géminis                         | 8                               | 3                               | 3                               |                                 | 1                               | 1                               | 1                               |                                 |                                 |                                 | 9                               | 3                               | 3.000                           | 270                             | 221                             | 1.222                           | Mantuvieron la categoría        |
| 2.°                             | Olva Latino                     | 6                               | 3                               | 2                               | 1                               |                                 | 1                               | 1                               | 1                               |                                 |                                 | 8                               | 6                               | 1.333                           | 282                             | 287                             | 0.983                           | Mantuvieron la categoría        |
| 3.°                             | Deportivo Wanka                 | 4                               | 3                               | 1                               | 2                               | 1                               |                                 |                                 | 1                               |                                 | 1                               | 5                               | 6                               | 0.833                           | 234                             | 240                             | 0.975                           | Revalidación                    |
| 4.°                             | ACD Túpac Amaru                 | 0                               | 3                               |                                 | 3                               |                                 |                                 |                                 |                                 | 2                               | 1                               | 2                               | 9                               | 0.222                           | 228                             | 266                             | 0.857                           | Descendió a la LNIV 2026        |

Resultados
| Fecha 1 | Fecha 1       | Fecha 1 | Fecha 1          | Fecha 1     | Fecha 1 | Fecha 1         | Fecha 1 | Fecha 1 | Fecha 1 | Fecha 1 | Fecha 1 | Fecha 1 | Fecha 1  | Fecha 1          |
| N.°     | Fecha         | Hora    | Árbitros         | Equipo 1    | Res.    | Equipo 2        | S1      | S2      | S3      | S4      | S5      | Total   | Duración | MVP              |
| ------- | ------------- | ------- | ---------------- | ----------- | ------- | --------------- | ------- | ------- | ------- | ------- | ------- | ------- | -------- | ---------------- |
| 67      | 22 de febrero | 12:30   | Julio Lluque     | Géminis     | 3-1     | ACD Túpac Amaru | 25-22   | 19-25   | 25-18   | 25-18   | x       | 94-83   | 1.43     | Natalia Martínez |
| 70      | 23 de febrero | 12:30   | Consuelo Fuentes | Olva Latino | 3-2     | Deportivo Wanka | 16-25   | 25-22   | 20-25   | 25-21   | 15-12   | 101-105 | 2.08     | Allison Alarcón  |

| Fecha 2 | Fecha 2    | Fecha 2 | Fecha 2      | Fecha 2     | Fecha 2 | Fecha 2         | Fecha 2 | Fecha 2 | Fecha 2 | Fecha 2 | Fecha 2 | Fecha 2 | Fecha 2  | Fecha 2         |
| N.°     | Fecha      | Hora    | Árbitros     | Equipo 1    | Res.    | Equipo 2        | S1      | S2      | S3      | S4      | S5      | Total   | Duración | MVP             |
| ------- | ---------- | ------- | ------------ | ----------- | ------- | --------------- | ------- | ------- | ------- | ------- | ------- | ------- | -------- | --------------- |
| 73      | 1 de marzo | 12:30   | Julio Lluque | Olva Latino | 3-1     | ACD Túpac Amaru | 25-16   | 19-25   | 25-17   | 25-23   | x       | 94-81   | 1.45     | Silvana Vargas  |
| 76      | 2 de marzo | 12:30   | José Vásquez | Géminis     | 3-0     | Deportivo Wanka | 25-22   | 25-15   | 25-14   | x       | x       | 75-51   | 1.17     | Ariana Philipps |

| Fecha 3 | Fecha 3    | Fecha 3 | Fecha 3          | Fecha 3         | Fecha 3 | Fecha 3         | Fecha 3 | Fecha 3 | Fecha 3 | Fecha 3 | Fecha 3 | Fecha 3 | Fecha 3  | Fecha 3           |
| N.°     | Fecha      | Hora    | Árbitros         | Equipo 1        | Res.    | Equipo 2        | S1      | S2      | S3      | S4      | S5      | Total   | Duración | MVP               |
| ------- | ---------- | ------- | ---------------- | --------------- | ------- | --------------- | ------- | ------- | ------- | ------- | ------- | ------- | -------- | ----------------- |
| 79      | 8 de marzo | 12:30   | Julio Lluque     | Géminis         | 3-2     | Olva Latino     | 25-9    | 19-25   | 17-25   | 25-16   | 15-12   | 101-87  | 1.45     | Florangel Terrero |
| 80      | 8 de marzo | 15:15   | Consuelo Fuentes | Deportivo Wanka | 3-0     | ACD Túpac Amaru | 28-26   | 25-20   | 25-18   | x       | x       | 78-64   | 1.32     | Jessenia Uceda    |

## Revalidación 2025
La revalidación enfrentó al penúltimo del cuadrangular por la permanencia contra el subcampeón de la Liga Nacional Intermedia de Voleibol Femenino 2025. La serie se jugó a partido único ya que ambos equipos son de Lima o Callao.
| Revalidación 2025 | Revalidación 2025 | Revalidación 2025 | Revalidación 2025       | Revalidación 2025 | Revalidación 2025    | Revalidación 2025 | Revalidación 2025 | Revalidación 2025 | Revalidación 2025 | Revalidación 2025 | Revalidación 2025 | Revalidación 2025 |
| Fecha             | Hora              | Árbitro           | Penúltimo LPV 2024-2025 | Res.              | Subcampeón LNIV 2025 | S1                | S2                | S3                | S4                | S5                | Total             | MVP               |
| ----------------- | ----------------- | ----------------- | ----------------------- | ----------------- | -------------------- | ----------------- | ----------------- | ----------------- | ----------------- | ----------------- | ----------------- | ----------------- |
| 15 de marzo       | 12:30             | José Vásquez      | Deportivo Wanka         | 3-1               | Deportivo Alianza    | 25-15             | 21-25             | 25-23             | 25-11             | x                 | 96-74             | Jessenia Uceda    |

## Tercera etapa

### Cuartos de final
La tercera etapa de la Liga comprenderá la disputa de las cuatro llaves de cuartos de final. Todas las llaves se definirán al mejor de tres partidos. Una vez definidas las posiciones del octogonal, los cuartos de final se emparejarán de la siguiente manera: primero contra octavo, segundo versus sétimo, tercero contra sexto y cuarto versus quinto. 
| Llave 1: primero vs. octavo | Llave 1: primero vs. octavo | Llave 1: primero vs. octavo | Llave 1: primero vs. octavo | Llave 1: primero vs. octavo | Llave 1: primero vs. octavo | Llave 1: primero vs. octavo | Llave 1: primero vs. octavo | Llave 1: primero vs. octavo | Llave 1: primero vs. octavo | Llave 1: primero vs. octavo | Llave 1: primero vs. octavo | Llave 1: primero vs. octavo | Llave 1: primero vs. octavo | Llave 1: primero vs. octavo |
| N.°                         | Fecha                       | Hora                        | Árbitros                    | Equipo 1                    | Res.                        | Equipo 2                    | Set 1                       | Set 2                       | Set 3                       | Set 4                       | Set 5                       | Total                       | Duración                    | MVP                         |
| --------------------------- | --------------------------- | --------------------------- | --------------------------- | --------------------------- | --------------------------- | --------------------------- | --------------------------- | --------------------------- | --------------------------- | --------------------------- | --------------------------- | --------------------------- | --------------------------- | --------------------------- |
| 103                         | 13 de abril                 | 15:15                       | Luis Huaylinos              | USMP                        | 3-0                         | Club Atlético Atenea        | 25-17                       | 25-11                       | 25-20                       | x                           | x                           | 75-48                       | 1.13                        | Ivna Colombo                |
| 105                         | 19 de abril                 | 17:00                       | Julio Lluque                | Club Atlético Atenea        | 0-3                         | USMP                        | 21-25                       | 20-25                       | 21-25                       | x                           | x                           | 62-75                       | 1.20                        | Simone Scherer              |

| Llave 2: segundo vs. sétimo | Llave 2: segundo vs. sétimo | Llave 2: segundo vs. sétimo | Llave 2: segundo vs. sétimo | Llave 2: segundo vs. sétimo | Llave 2: segundo vs. sétimo | Llave 2: segundo vs. sétimo | Llave 2: segundo vs. sétimo | Llave 2: segundo vs. sétimo | Llave 2: segundo vs. sétimo | Llave 2: segundo vs. sétimo | Llave 2: segundo vs. sétimo | Llave 2: segundo vs. sétimo | Llave 2: segundo vs. sétimo | Llave 2: segundo vs. sétimo |
| N.°                         | Fecha                       | Hora                        | Árbitros                    | Equipo 1                    | Res.                        | Equipo 2                    | Set 1                       | Set 2                       | Set 3                       | Set 4                       | Set 5                       | Total                       | Duración                    | MVP                         |
| --------------------------- | --------------------------- | --------------------------- | --------------------------- | --------------------------- | --------------------------- | --------------------------- | --------------------------- | --------------------------- | --------------------------- | --------------------------- | --------------------------- | --------------------------- | --------------------------- | --------------------------- |
| 102                         | 12 de abril                 | 19:00                       | José Vásquez                | Universitario               | 3-1                         | Rebaza Acosta               | 25-17                       | 19-25                       | 25-18                       | 25-17                       | x                           | 94-77                       | 1.46                        | Sarah Evaristo              |
| 108                         | 20 de abril                 | 17:00                       | Juan Flores                 | Rebaza Acosta               | 2-3                         | Universitario               | 25-19                       | 20-25                       | 22-25                       | 31-29                       | 11-15                       | 109-113                     | 2.24                        | Sarah Evaristo              |

| Llave 3: tercero vs. sexto | Llave 3: tercero vs. sexto | Llave 3: tercero vs. sexto | Llave 3: tercero vs. sexto | Llave 3: tercero vs. sexto | Llave 3: tercero vs. sexto | Llave 3: tercero vs. sexto | Llave 3: tercero vs. sexto | Llave 3: tercero vs. sexto | Llave 3: tercero vs. sexto | Llave 3: tercero vs. sexto | Llave 3: tercero vs. sexto | Llave 3: tercero vs. sexto | Llave 3: tercero vs. sexto | Llave 3: tercero vs. sexto |
| N.°                        | Fecha                      | Hora                       | Árbitros                   | Equipo 1                   | Res.                       | Equipo 2                   | Set 1                      | Set 2                      | Set 3                      | Set 4                      | Set 5                      | Total                      | Duración                   | MVP                        |
| -------------------------- | -------------------------- | -------------------------- | -------------------------- | -------------------------- | -------------------------- | -------------------------- | -------------------------- | -------------------------- | -------------------------- | -------------------------- | -------------------------- | -------------------------- | -------------------------- | -------------------------- |
| 101                        | 12 de abril                | 17:00                      | Walter Vera                | Regatas Lima               | 3-1                        | Deportivo Soan             | 25-16                      | 25-20                      | 21-25                      | 25-19                      | x                          | 96-80                      | 1.55                       | Emily Zinger               |
| 107                        | 20 de abril                | 15:15                      | José Vásquez               | Deportivo Soan             | 1-3                        | Regatas Lima               | 25-17                      | 18-25                      | 12-25                      | 23-25                      | x                          | 78-92                      | 1.44                       | Kiara Montes               |

| Llave 4: cuarto vs. quinto | Llave 4: cuarto vs. quinto | Llave 4: cuarto vs. quinto | Llave 4: cuarto vs. quinto | Llave 4: cuarto vs. quinto | Llave 4: cuarto vs. quinto | Llave 4: cuarto vs. quinto | Llave 4: cuarto vs. quinto | Llave 4: cuarto vs. quinto | Llave 4: cuarto vs. quinto | Llave 4: cuarto vs. quinto | Llave 4: cuarto vs. quinto | Llave 4: cuarto vs. quinto | Llave 4: cuarto vs. quinto | Llave 4: cuarto vs. quinto |
| N.°                        | Fecha                      | Hora                       | Árbitros                   | Equipo 1                   | Res.                       | Equipo 2                   | Set 1                      | Set 2                      | Set 3                      | Set 4                      | Set 5                      | Total                      | Duración                   | MVP                        |
| -------------------------- | -------------------------- | -------------------------- | -------------------------- | -------------------------- | -------------------------- | -------------------------- | -------------------------- | -------------------------- | -------------------------- | -------------------------- | -------------------------- | -------------------------- | -------------------------- | -------------------------- |
| 104                        | 13 de abril                | 17:00                      | Consuelo Fuentes           | Alianza Lima               | 3-0                        | CS Italiano                | 25-12                      | 25-16                      | 25-21                      | x                          | x                          | 75-49                      | 1.18                       | Aixa Vigil                 |
| 106                        | 19 de abril                | 19:00                      | Juan Flores                | CS Italiano                | 0-3                        | Alianza Lima               | 28-30                      | 15-25                      | 11-25                      | x                          | x                          | 54-80                      | 1.22                       | Clarivett Yllescas         |

## Cuarta etapa

### Play-off por el quinto lugar
| Play-off A | Play-off A  | Play-off A | Play-off A     | Play-off A           | Play-off A | Play-off A  | Play-off A | Play-off A | Play-off A | Play-off A | Play-off A | Play-off A | Play-off A | Play-off A        |
| N.°        | Fecha       | Hora       | Árbitro        | Equipo 1             | Res.       | Equipo 2    | Set 1      | Set 2      | Set 3      | Set 4      | Set 5      | Total      | Duración   | MVP               |
| ---------- | ----------- | ---------- | -------------- | -------------------- | ---------- | ----------- | ---------- | ---------- | ---------- | ---------- | ---------- | ---------- | ---------- | ----------------- |
| 111        | 27 de abril | 15:15      | Luis Huaylinos | Club Atlético Atenea | 0-3        | CS Italiano | 14-25      | 14-25      | 23-25      | x          | x          | 51-75      | 1.10       | Bárbara Frangella |

| Play-off B | Play-off B  | Play-off B | Play-off B  | Play-off B     | Play-off B | Play-off B    | Play-off B | Play-off B | Play-off B | Play-off B | Play-off B | Play-off B | Play-off B | Play-off B     |
| N.°        | Fecha       | Hora       | Árbitro     | Equipo 1       | Res.       | Equipo 2      | Set 1      | Set 2      | Set 3      | Set 4      | Set 5      | Total      | Duración   | MVP            |
| ---------- | ----------- | ---------- | ----------- | -------------- | ---------- | ------------- | ---------- | ---------- | ---------- | ---------- | ---------- | ---------- | ---------- | -------------- |
| 109        | 26 de abril | 17:00      | Juan Flores | Deportivo Soan | 3-2        | Rebaza Acosta | 25-22      | 25-18      | 16-25      | 20-25      | 15-13      | 101-103    | 2.06       | Fernanda Maida |

### Definición del sétimo lugar
| Sétimo lugar | Sétimo lugar | Sétimo lugar | Sétimo lugar | Sétimo lugar  | Sétimo lugar | Sétimo lugar         | Sétimo lugar | Sétimo lugar | Sétimo lugar | Sétimo lugar | Sétimo lugar | Sétimo lugar | Sétimo lugar | Sétimo lugar     |
| N.°          | Fecha        | Hora         | Árbitro      | Equipo 1      | Res.         | Equipo 2             | Set 1        | Set 2        | Set 3        | Set 4        | Set 5        | Total        | Duración     | MVP              |
| ------------ | ------------ | ------------ | ------------ | ------------- | ------------ | -------------------- | ------------ | ------------ | ------------ | ------------ | ------------ | ------------ | ------------ | ---------------- |
| 113          | 3 de mayo    | 17:00        | Julio Lluque | Rebaza Acosta | 1-3          | Club Atlético Atenea | 23-25        | 25-19        | 18-25        | 23-25        | x            | 89-94        | 1.58         | Yujhamy Mosquera |

### Definición del quinto lugar
| Quinto lugar | Quinto lugar | Quinto lugar | Quinto lugar | Quinto lugar | Quinto lugar | Quinto lugar   | Quinto lugar | Quinto lugar | Quinto lugar | Quinto lugar | Quinto lugar | Quinto lugar | Quinto lugar | Quinto lugar |
| N.°          | Fecha        | Hora         | Árbitro      | Equipo 1     | Res.         | Equipo 2       | Set 1        | Set 2        | Set 3        | Set 4        | Set 5        | Total        | Duración     | MVP          |
| ------------ | ------------ | ------------ | ------------ | ------------ | ------------ | -------------- | ------------ | ------------ | ------------ | ------------ | ------------ | ------------ | ------------ | ------------ |
| 115          | 4 de mayo    | 15:15        | José Vásquez | CS Italiano  | 2-3          | Deportivo Soan | 24-26        | 25-17        | 25-21        | 21-25        | 13-15        | 108-104      | 2.13         | Mabel Olemar |

### Semifinales
| Semifinal 1 | Semifinal 1 | Semifinal 1 | Semifinal 1  | Semifinal 1  | Semifinal 1 | Semifinal 1  | Semifinal 1 | Semifinal 1 | Semifinal 1 | Semifinal 1 | Semifinal 1 | Semifinal 1 | Semifinal 1 | Semifinal 1        |
| N.°         | Fecha       | Hora        | Árbitro      | Equipo 1     | Res.        | Equipo 2     | Set 1       | Set 2       | Set 3       | Set 4       | Set 5       | Total       | Duración    | MVP                |
| ----------- | ----------- | ----------- | ------------ | ------------ | ----------- | ------------ | ----------- | ----------- | ----------- | ----------- | ----------- | ----------- | ----------- | ------------------ |
| 112         | 27 de abril | 17:00       | José Vásquez | Alianza Lima | 3-1         | USMP         | 25-21       | 20-25       | 25-13       | 25-18       | x           | 95-77       | 1.50        | Aixa Vigil         |
| 114         | 3 de mayo   | 19:00       | Juan Flores  | USMP         | 1-3         | Alianza Lima | 25-22       | 20-25       | 23-25       | 15-25       | x           | 83-97       | 1.56        | Clarivett Yllescas |

| Semifinal 2 | Semifinal 2 | Semifinal 2 | Semifinal 2    | Semifinal 2   | Semifinal 2 | Semifinal 2   | Semifinal 2 | Semifinal 2 | Semifinal 2 | Semifinal 2 | Semifinal 2 | Semifinal 2 | Semifinal 2 | Semifinal 2    |
| N.°         | Fecha       | Hora        | Árbitro        | Equipo 1      | Res.        | Equipo 2      | Set 1       | Set 2       | Set 3       | Set 4       | Set 5       | Total       | Duración    | MVP            |
| ----------- | ----------- | ----------- | -------------- | ------------- | ----------- | ------------- | ----------- | ----------- | ----------- | ----------- | ----------- | ----------- | ----------- | -------------- |
| 110         | 26 de abril | 19:00       | Walter Vera    | Universitario | 0-3         | Regatas Lima  | 25-27       | 20-25       | 12-25       | x           | x           | 57-77       | 1.26        | Emily Zinger   |
| 116         | 4 de mayo   | 17:00       | Luis Huaylinos | Regatas Lima  | 2-3         | Universitario | 25-22       | 25-19       | 19-25       | 26-28       | 7-15        | 102-109     | 2.14        | Laura Grajales |
| 117         | 7 de mayo   | 17:00       | Rocío Huarcaya | Universitario | 0-3         | Regatas Lima  | 21-25       | 27-29       | 14-25       | x           | x           | 62-79       | 1.22        | Emily Zinger   |

## Quinta etapa

### Definición del tercer lugar
| Tercer lugar | Tercer lugar | Tercer lugar | Tercer lugar | Tercer lugar  | Tercer lugar | Tercer lugar  | Tercer lugar | Tercer lugar | Tercer lugar | Tercer lugar | Tercer lugar | Tercer lugar | Tercer lugar | Tercer lugar   |
| N.°          | Fecha        | Hora         | Árbitro      | Equipo 1      | Res.         | Equipo 2      | Set 1        | Set 2        | Set 3        | Set 4        | Set 5        | Total        | Duración     | MVP            |
| ------------ | ------------ | ------------ | ------------ | ------------- | ------------ | ------------- | ------------ | ------------ | ------------ | ------------ | ------------ | ------------ | ------------ | -------------- |
| 118          | 11 de mayo   | 15:15        | José Vásquez | USMP          | 2-3          | Universitario | 21-25        | 23-25        | 25-19        | 25-19        | 10-15        | 104-103      | 2.22         | Laura Grajales |
| 120          | 17 de mayo   | 19:00        | Walter Vera  | Universitario | 0-3          | USMP          | 17-25        | 19-25        | 22-25        | x            | x            | 58-75        | 1.27         | Brenda Lobatón |
| 122          | 24 de mayo   | 19:00        | Juan Flores  | USMP          | 3-2          | Universitario | 26-24        | 24-26        | 25-9         | 21-25        | 15-10        | 111-94       | 2.16         | Fernanda Tomé  |

### Gran final
Cuadro
|  | Cuartos de final         | Cuartos de final      | Cuartos de final      | Cuartos de final      |   |                   | Semifinales                  | Semifinales                  | Semifinales                  | Semifinales                  |  |                  | Gran final           | Gran final           | Gran final           | Gran final           |  |
|  | Del 12 al 20 de abril    | Del 12 al 20 de abril | Del 12 al 20 de abril | Del 12 al 20 de abril |   |                   | Del 26 de abril al 7 de mayo | Del 26 de abril al 7 de mayo | Del 26 de abril al 7 de mayo | Del 26 de abril al 7 de mayo |  |                  | Del 11 al 25 de mayo | Del 11 al 25 de mayo | Del 11 al 25 de mayo | Del 11 al 25 de mayo |  |
|  |                          |                       |                       |                       |   |                   |                              |                              |                              |                              |  |                  |                      |                      |                      |                      |  |
|  |                          |                       |                       |                       |   |                   |                              |                              |                              |                              |  |                  |                      |                      |                      |                      |  |
|  | (1) USMP                 | 3                     | 3                     | x                     |   |                   |                              |                              |                              |                              |  |                  |                      |                      |                      |                      |  |
|  | (1) USMP                 | 3                     | 3                     | x                     |   |                   |                              |                              |                              |                              |  |                  |                      |                      |                      |                      |  |
|  | (8) Club Atlético Atenea | 0                     | 0                     | x                     |   |                   |                              |                              |                              |                              |  |                  |                      |                      |                      |                      |  |
|  | (8) Club Atlético Atenea | 0                     | 0                     | x                     |   | (1) USMP          | 1                            | 1                            | x                            |                              |  |                  |                      |                      |                      |                      |  |
|  |                          |                       |                       |                       |   | (1) USMP          | 1                            | 1                            | x                            |                              |  |                  |                      |                      |                      |                      |  |
|  |                          |                       | (4) Alianza Lima      | 3                     | 3 | x                 |                              |                              |                              |                              |  |                  |                      |                      |                      |                      |  |
|  | (4) Alianza Lima         | 3                     | (4) Alianza Lima      | 3                     | 3 | x                 | 3                            | x                            |                              |                              |  |                  |                      |                      |                      |                      |  |
|  | (4) Alianza Lima         | 3                     |                       |                       |   |                   |                              |                              |                              |                              |  |                  |                      |                      |                      |                      |  |
|  | (5) CS Italiano          | 0                     | 0                     | x                     |   |                   |                              |                              |                              |                              |  |                  |                      |                      |                      |                      |  |
|  | (5) CS Italiano          | 0                     | 0                     | x                     |   |                   |                              |                              |                              |                              |  | (4) Alianza Lima | 3                    | 1                    | 3                    |                      |  |
|  |                          |                       |                       |                       |   |                   |                              |                              |                              |                              |  | (4) Alianza Lima | 3                    | 1                    | 3                    |                      |  |
|  |                          |                       | (3) Regatas Lima      | 0                     | 3 | 0                 |                              |                              |                              |                              |  |                  |                      |                      |                      |                      |  |
|  | (2) Universitario        | 3                     | (3) Regatas Lima      | 0                     | 3 | 0                 | 3                            | x                            |                              |                              |  |                  |                      |                      |                      |                      |  |
|  | (2) Universitario        | 3                     |                       |                       |   |                   |                              |                              |                              |                              |  |                  |                      |                      |                      |                      |  |
|  | (7) Rebaza Acosta        | 1                     | 2                     | x                     |   |                   |                              |                              |                              |                              |  |                  |                      |                      |                      |                      |  |
|  | (7) Rebaza Acosta        | 1                     | 2                     | x                     |   | (2) Universitario | 0                            | 3                            | 0                            |                              |  |                  |                      |                      |                      |                      |  |
|  |                          |                       |                       |                       |   | (2) Universitario | 0                            | 3                            | 0                            |                              |  |                  |                      |                      |                      |                      |  |
|  |                          |                       | (3) Regatas Lima      | 3                     | 2 | 3                 |                              |                              |                              |                              |  |                  |                      |                      |                      |                      |  |
|  | (3) Regatas Lima         | 3                     | (3) Regatas Lima      | 3                     | 2 | 3                 | 3                            | x                            |                              |                              |  |                  |                      |                      |                      |                      |  |
|  | (3) Regatas Lima         | 3                     |                       |                       |   |                   |                              |                              |                              |                              |  |                  |                      |                      |                      |                      |  |
|  | (6) Deportivo Soan       | 1                     | 1                     | x                     |   |                   |                              |                              |                              |                              |  |                  |                      |                      |                      |                      |  |
|  | (6) Deportivo Soan       | 1                     | 1                     | x                     |   |                   |                              |                              |                              |                              |  |                  |                      |                      |                      |                      |  |
|  |                          |                       |                       |                       |   |                   |                              |                              |                              |                              |  |                  |                      |                      |                      |                      |  |

Resultados
La MVP de cada partido es elegida por la FPV y no por los canales que transmiten los partidos.
| Gran final | Gran final | Gran final | Gran final     | Gran final   | Gran final | Gran final   | Gran final | Gran final | Gran final | Gran final | Gran final | Gran final | Gran final | Gran final         |
| N.°        | Fecha      | Hora       | Árbitro        | Equipo 1     | Res.       | Equipo 2     | Set 1      | Set 2      | Set 3      | Set 4      | Set 5      | Total      | Duración   | MVP                |
| ---------- | ---------- | ---------- | -------------- | ------------ | ---------- | ------------ | ---------- | ---------- | ---------- | ---------- | ---------- | ---------- | ---------- | ------------------ |
| 119        | 11 de mayo | 17:00      | Walter Vera    | Alianza Lima | 3-0        | Regatas Lima | 25-23      | 25-20      | 25-18      | x          | x          | 75-61      | 1.34       | Clarivett Yllescas |
| 121        | 18 de mayo | 17:00      | Rocío Huarcaya | Regatas Lima | 3-1        | Alianza Lima | 25-19      | 16-25      | 25-15      | 25-22      | x          | 91-81      | 1.51       | Emily Zinger       |
| 123        | 25 de mayo | 17:00      | Walter Vera    | Alianza Lima | 3-0        | Regatas Lima | 25-15      | 25-21      | 25-16      | x          | x          | 75-52      | 1.24       | Maëva Orlé         |

## Podio de la LPV 2024-2025
| Campeón                    | Subcampeón              | Tercero                   |
| Alianza Lima               | Regatas Lima            | USMP                      |
| Segundo título consecutivo | Cuarta medalla de plata | Segunda medalla de bronce |

## Posiciones finales
| Posiciones finales de la LPV 2024-2025 | Posiciones finales de la LPV 2024-2025 | Posiciones finales de la LPV 2024-2025 | Posiciones finales de la LPV 2024-2025 | Posiciones finales de la LPV 2024-2025 | Posiciones finales de la LPV 2024-2025 | Posiciones finales de la LPV 2024-2025 | Posiciones finales de la LPV 2024-2025 | Posiciones finales de la LPV 2024-2025 | Posiciones finales de la LPV 2024-2025 | Posiciones finales de la LPV 2024-2025 | Posiciones finales de la LPV 2024-2025 | Posiciones finales de la LPV 2024-2025 | Posiciones finales de la LPV 2024-2025 | Posiciones finales de la LPV 2024-2025 | Posiciones finales de la LPV 2024-2025 | Posiciones finales de la LPV 2024-2025 | Posiciones finales de la LPV 2024-2025 | Posiciones finales de la LPV 2024-2025 | Posiciones finales de la LPV 2024-2025 |
| Pos.                                   | Equipos                                | Puntajes                               | %                                      | Partidos                               | Partidos                               | Partidos                               | Resultados                             | Resultados                             | Resultados                             | Resultados                             | Resultados                             | Resultados                             | Sets                                   | Sets                                   | Sets                                   | Puntos                                 | Puntos                                 | Puntos                                 | Detalle                                |
| Pos.                                   | Equipos                                | Puntajes                               | %                                      | PJ                                     | PG                                     | PP                                     | 3-0                                    | 3-1                                    | 3-2                                    | 2-3                                    | 1-3                                    | 0-3                                    | SG                                     | SP                                     | Ratio                                  | PG                                     | PP                                     | Ratio                                  | Detalle                                |
| -------------------------------------- | -------------------------------------- | -------------------------------------- | -------------------------------------- | -------------------------------------- | -------------------------------------- | -------------------------------------- | -------------------------------------- | -------------------------------------- | -------------------------------------- | -------------------------------------- | -------------------------------------- | -------------------------------------- | -------------------------------------- | -------------------------------------- | -------------------------------------- | -------------------------------------- | -------------------------------------- | -------------------------------------- | -------------------------------------- |
| Medalla de oro                         | Alianza Lima                           |                                        |                                        |                                        |                                        |                                        |                                        |                                        |                                        |                                        |                                        |                                        |                                        |                                        |                                        |                                        |                                        |                                        | Campeón                                |
| Medalla de plata                       | Regatas Lima                           |                                        |                                        |                                        |                                        |                                        |                                        |                                        |                                        |                                        |                                        |                                        |                                        |                                        |                                        |                                        |                                        |                                        | Subcampeón                             |
| Medalla de bronce                      | USMP                                   |                                        |                                        |                                        |                                        |                                        |                                        |                                        |                                        |                                        |                                        |                                        |                                        |                                        |                                        |                                        |                                        |                                        | Tercero                                |
| 4.°                                    | Universitario                          |                                        |                                        |                                        |                                        |                                        |                                        |                                        |                                        |                                        |                                        |                                        |                                        |                                        |                                        |                                        |                                        |                                        | Mantienen la categoría                 |
| 5.°                                    | Deportivo Soan                         |                                        |                                        |                                        |                                        |                                        |                                        |                                        |                                        |                                        |                                        |                                        |                                        |                                        |                                        |                                        |                                        |                                        | Mantienen la categoría                 |
| 6.°                                    | CS Italiano                            |                                        |                                        |                                        |                                        |                                        |                                        |                                        |                                        |                                        |                                        |                                        |                                        |                                        |                                        |                                        |                                        |                                        | Mantienen la categoría                 |
| 7.°                                    | Club Atlético Atenea                   |                                        |                                        |                                        |                                        |                                        |                                        |                                        |                                        |                                        |                                        |                                        |                                        |                                        |                                        |                                        |                                        |                                        | Mantienen la categoría                 |
| 8.°                                    | Rebaza Acosta                          |                                        |                                        |                                        |                                        |                                        |                                        |                                        |                                        |                                        |                                        |                                        |                                        |                                        |                                        |                                        |                                        |                                        | Mantienen la categoría                 |
| 9.°                                    | Géminis                                | 20                                     | 47.6                                   | 14                                     | 6                                      | 8                                      | 3                                      | 2                                      | 1                                      | 3                                      | 1                                      | 4                                      | 25                                     | 28                                     | 0.893                                  | 1136                                   | 1124                                   | 1.011                                  | Mantienen la categoría                 |
| 10.°                                   | Olva Latino                            | 11                                     | 26.2                                   | 14                                     | 4                                      | 10                                     |                                        | 2                                      | 2                                      | 1                                      | 3                                      | 6                                      | 17                                     | 36                                     | 0.472                                  | 1064                                   | 1225                                   | 0.869                                  | Mantienen la categoría                 |
| 11.°                                   | Deportivo Wanka                        | 8                                      | 19.0                                   | 14                                     | 2                                      | 12                                     | 2                                      |                                        |                                        | 2                                      | 3                                      | 7                                      | 13                                     | 36                                     | 0.361                                  | 975                                    | 1152                                   | 0.846                                  | Revalidación                           |
| 12.°                                   | ACD Túpac Amaru                        | 0                                      | 0.0                                    | 14                                     |                                        | 14                                     |                                        |                                        |                                        |                                        | 5                                      | 9                                      | 5                                      | 42                                     | 0.119                                  | 881                                    | 1169                                   | 0.754                                  | Descendió a la LNIV 2026               |

## Equipos ideales
Los Equipos Ideales consideran 14 jugadoras cada uno, conformados por un equipo titular y un equipo suplente.
La distribución de las jugadoras es la siguiente: 4 atacantes, 4 centrales, 2 armadoras, 2 opuestas y 2 líberos.
     Titulares.      Suplentes.
- La información está actualizada hasta el 25 de mayo de 2025.

| Equipo Ideal de la Etapa 1 | Equipo Ideal de la Etapa 1 | Equipo Ideal de la Etapa 1 | Equipo Ideal de la Etapa 1 | Equipo Ideal de la Etapa 1 | Equipo Ideal de la Etapa 1 |
| N.°                        | Posición                   | Voleibolista               | Dorsal                     | Equipo                     | Partidos MVP               |
| -------------------------- | -------------------------- | -------------------------- | -------------------------- | -------------------------- | -------------------------- |
| 1                          | Atacante 1                 | Fernanda Tomé              | 8                          | USMP                       | -                          |
| 2                          | Atacante 2                 | Angélica Aquino            | 8                          | Rebaza Acosta              | 2 MVP                      |
| 3                          | Central 1                  | Maricarmen Guerrero        | 4                          | Alianza Lima               | 1 MVP                      |
| 4                          | Central 2                  | Sarah Evaristo             | 4                          | Universitario              | 2 MVP                      |
| 5                          | Armadora 1                 | Dayanne Cure               | 11                         | Rebaza Acosta              | 1 MVP                      |
| 6                          | Opuesta 1                  | Ivna Colombo               | 10                         | USMP                       | 2 MVP                      |
| 7                          | Líbero 1                   | Katherine Velasco          | 4                          | Deportivo Wanka            | -                          |
| 8                          | Atacante 3                 | Ysabella Sánchez           | 18                         | Alianza Lima               | 1 MVP                      |
| 9                          | Atacante 4                 | Waleska Toro               | 8                          | Deportivo Wanka            | 1 MVP                      |
| 10                         | Central 3                  | Cándida Arias              | 8                          | Géminis                    | 1 MVP                      |
| 11                         | Central 4                  | Clarivett Yllescas         | 11                         | Alianza Lima               | 1 MVP                      |
| 12                         | Armadora 2                 | Marina Scherer             | 3                          | Alianza Lima               | 2 MVP                      |
| 13                         | Opuesta 2                  | Emily Zinger               | 10                         | Regatas Lima               | 4 MVP                      |
| 14                         | Líbero 2                   | Janice Torres              | 9                          | Géminis                    | -                          |

| Equipo Ideal de la Etapa 2 | Equipo Ideal de la Etapa 2 | Equipo Ideal de la Etapa 2 | Equipo Ideal de la Etapa 2 | Equipo Ideal de la Etapa 2 | Equipo Ideal de la Etapa 2 |
| N.°                        | Posición                   | Voleibolista               | Dorsal                     | Equipo                     | Partidos MVP               |
| -------------------------- | -------------------------- | -------------------------- | -------------------------- | -------------------------- | -------------------------- |
| 1                          | Atacante 1                 | Kiara Montes               | 11                         | Regatas Lima               | 1 MVP                      |
| 2                          | Atacante 2                 | Fernanda Tomé              | 8                          | USMP                       | 1 MVP                      |
| 3                          | Central 1                  | Sarah Evaristo             | 4                          | Universitario              | 1 MVP                      |
| 4                          | Central 2                  | Linda Costa                | 19                         | Deportivo Soan             | 1 MVP                      |
| 5                          | Armadora 1                 | Miryec Muñoz               | 16                         | USMP                       | -                          |
| 6                          | Opuesta 1                  | Maëva Orlé                 | 10                         | Alianza Lima               | 1 MVP                      |
| 7                          | Líbero 1                   | Miriam Patiño              | 10                         | Universitario              | -                          |
| 8                          | Atacante 3                 | Elis Bento                 | 1                          | Universitario              | 2 MVP                      |
| 9                          | Atacante 4                 | Sandra Ostos               | 8                          | CS Italiano                | 1 MVP                      |
| 10                         | Central 3                  | Darlevis Mosquera          | 1                          | CS Italiano                | -                          |
| 11                         | Central 4                  | Flavia Montes              | 14                         | USMP                       | -                          |
| 12                         | Armadora 2                 | Paola Rivera               | 5                          | Regatas Lima               | 1 MVP                      |
| 13                         | Opuesta 2                  | Eliana Pérez               | 12                         | Universitario              | 1 MVP                      |
| 14                         | Líbero 2                   | Rachell Hidalgo            | 1                          | Regatas Lima               | -                          |

| Equipo Ideal de la Etapa 3 | Equipo Ideal de la Etapa 3 | Equipo Ideal de la Etapa 3 | Equipo Ideal de la Etapa 3 | Equipo Ideal de la Etapa 3 | Equipo Ideal de la Etapa 3 |
| N.°                        | Posición                   | Voleibolista               | Dorsal                     | Equipo                     | Partidos MVP               |
| -------------------------- | -------------------------- | -------------------------- | -------------------------- | -------------------------- | -------------------------- |
| 1                          | Atacante 1                 | Sandra Ostos               | 8                          | CS Italiano                | -                          |
| 2                          | Atacante 2                 | Aixa Vigil                 | 6                          | Alianza Lima               | 1 MVP                      |
| 3                          | Central 1                  | Sarah Evaristo             | 4                          | Universitario              | 2 MVP                      |
| 4                          | Central 2                  | Flavia Montes              | 14                         | USMP                       | -                          |
| 5                          | Armadora 1                 | Marina Scherer             | 3                          | Alianza Lima               | -                          |
| 6                          | Opuesta 1                  | Bia Magnabosco             | 1                          | Club Atlético Atenea       | -                          |
| 7                          | Líbero 1                   | Paola Villegas             | 5                          | USMP                       | -                          |
| 8                          | Atacante 3                 | Elis Bento                 | 1                          | Universitario              | -                          |
| 9                          | Atacante 4                 | Evelyn Ampuero             | 4                          | Rebaza Acosta              | -                          |
| 10                         | Central 3                  | Clarivett Yllescas         | 11                         | Alianza Lima               | 1 MVP                      |
| 11                         | Central 4                  | Darlevis Mosquera          | 1                          | CS Italiano                | -                          |
| 12                         | Armadora 2                 | Lucía Magallanes           | 7                          | Universitario              | -                          |
| 13                         | Opuesta 2                  | Keith Meneses              | 19                         | Rebaza Acosta              | -                          |
| 14                         | Líbero 2                   | Miriam Patiño              | 10                         | Universitario              | -                          |

| Equipo Ideal de la Etapa 4 | Equipo Ideal de la Etapa 4 | Equipo Ideal de la Etapa 4 | Equipo Ideal de la Etapa 4 | Equipo Ideal de la Etapa 4 | Equipo Ideal de la Etapa 4 |
| N.°                        | Posición                   | Voleibolista               | Dorsal                     | Equipo                     | Partidos MVP               |
| -------------------------- | -------------------------- | -------------------------- | -------------------------- | -------------------------- | -------------------------- |
| 1                          | Atacante 1                 | Aixa Vigil                 | 6                          | Alianza Lima               | 1 MVP                      |
| 2                          | Atacante 2                 | Sandra Ostos               | 8                          | CS Italiano                | -                          |
| 3                          | Central 1                  | Yujhamy Mosquera           | 11                         | Club Atlético Atenea       | 1 MVP                      |
| 4                          | Central 2                  | Mariana Dantas             | 20                         | Club Atlético Atenea       | -                          |
| 5                          | Armadora 1                 | Lucía Magallanes           | 7                          | Universitario              | -                          |
| 6                          | Opuesta 1                  | Maëva Orlé                 | 10                         | Alianza Lima               | -                          |
| 7                          | Líbero 1                   | Rachell Hidalgo            | 1                          | Regatas Lima               | -                          |
| 8                          | Atacante 3                 | Mabel Olemar               | 8                          | Deportivo Soan             | 1 MVP                      |
| 9                          | Atacante 4                 | Danitza Llaro              | 8                          | Regatas Lima               | -                          |
| 10                         | Central 3                  | Sarah Evaristo             | 4                          | Universitario              | -                          |
| 11                         | Central 4                  | Linda Costa                | 19                         | Deportivo Soan             | -                          |
| 12                         | Armadora 2                 | Paola Rivera               | 5                          | Regatas Lima               | -                          |
| 13                         | Opuesta 2                  | Emily Zinger               | 10                         | Regatas Lima               | 2 MVP                      |
| 14                         | Líbero 2                   | Pamela Cuya                | 1                          | USMP                       | -                          |

| Equipo Ideal de la LPV 2024-2025 | Equipo Ideal de la LPV 2024-2025 | Equipo Ideal de la LPV 2024-2025 | Equipo Ideal de la LPV 2024-2025 | Equipo Ideal de la LPV 2024-2025 | Equipo Ideal de la LPV 2024-2025 |
| N.°                              | Posición                         | Voleibolista                     | Dorsal                           | Equipo                           | Partidos MVP                     |
| -------------------------------- | -------------------------------- | -------------------------------- | -------------------------------- | -------------------------------- | -------------------------------- |
| 1                                | Atacante 1                       | Fernanda Tomé                    | 8                                | USMP                             | 2 MVP                            |
| 2                                | Atacante 2                       | Ysabella Sánchez                 | 18                               | Alianza Lima                     | 1 MVP                            |
| 3                                | Central 1                        | Sarah Evaristo                   | 4                                | Universitario                    | 5 MVP                            |
| 4                                | Central 2                        | Clarivett Yllescas               | 11                               | Alianza Lima                     | 4 MVP                            |
| 5                                | Armadora 1                       | Marina Scherer                   | 3                                | Alianza Lima                     | 3 MVP                            |
| 6                                | Opuesta 1                        | Maëva Orlé                       | 10                               | Alianza Lima                     | 3 MVP                            |
| 7                                | Líbero 1                         | Rachell Hidalgo                  | 1                                | Regatas Lima                     | -                                |
| 8                                | Atacante 3                       | Kiara Montes                     | 11                               | Regatas Lima                     | 3 MVP                            |
| 9                                | Atacante 4                       | Angélica Aquino                  | 8                                | Rebaza Acosta                    | 3 MVP                            |
| 10                               | Central 3                        | Darlevis Mosquera                | 1                                | CS Italiano                      | 2 MVP                            |
| 11                               | Central 4                        | Linda Costa                      | 19                               | Deportivo Soan                   | 1 MVP                            |
| 12                               | Armadora 2                       | Miryec Muñoz                     | 16                               | USMP                             | -                                |
| 13                               | Opuesta 2                        | Emily Zinger                     | 10                               | Regatas Lima                     | 9 MVP                            |
| 14                               | Líbero 2                         | Miriam Patiño                    | 10                               | Universitario                    | -                                |

## Premios individuales
| Premios individuales de la LPV 2024-2025 | Premios individuales de la LPV 2024-2025 | Premios individuales de la LPV 2024-2025 | Premios individuales de la LPV 2024-2025 | Premios individuales de la LPV 2024-2025 | Premios individuales de la LPV 2024-2025 |
| Categoría                                | Deportista/Técnico                       | Dorsal                                   | Posición en cancha                       | Equipo                                   | Detalle                                  |
| ---------------------------------------- | ---------------------------------------- | ---------------------------------------- | ---------------------------------------- | ---------------------------------------- | ---------------------------------------- |
| MVP de la Liga - Premio Luisa Fuentes    | Ysabella Sánchez                         | 18                                       | Receptora                                | Alianza Lima                             | 292 puntos (22 de bloqueo) y 18 aces     |
| Máxima Anotadora                         | Emily Zinger                             | 10                                       | Opuesta                                  | Regatas Lima                             | 495 puntos                               |
| Mejor Atacante                           | Kiara Montes                             | 11                                       | Receptora                                | Regatas Lima                             | 3,26 puntos/sets                         |
| Mejor Atacante 2                         | Fernanda Tomé                            | 8                                        | Receptora                                | USMP                                     | 4,38 puntos/sets                         |
| Mejor Central                            | Sarah Evaristo                           | 4                                        | Bloqueadora central                      | Universitario                            | 84 puntos de bloqueo                     |
| Mejor Central 2                          | Clarivett Yllescas                       | 11                                       | Bloqueadora central                      | Alianza Lima                             | 54 puntos de bloqueo                     |
| Mejor Armadora                           | Paola Rivera                             | 5                                        | Levantadora                              | Regatas Lima                             | 28,64 % de eficiencia                    |
| Mejor Opuesta                            | Maëva Orlé                               | 10                                       | Opuesta                                  | Alianza Lima                             | 372 puntos                               |
| Mejor Líbero                             | Rachell Hidalgo                          | 1                                        | Líbero                                   | Regatas Lima                             | 64,0 % de eficacia                       |
| Mejor Entrenador - Premio Man Bok Park   | Facundo Morando                          | -                                        | Director técnico                         | Alianza Lima                             | 8 partidos dirigidos (7 PG y 1 PP)       |

## Estadísticas

### Máximas anotadoras
- La información está actualizada hasta el 25 de mayo de 2025, según la página de estadísticas de la LNSV 2024-2025.

| Máximas anotadoras de la temporada | Máximas anotadoras de la temporada | Máximas anotadoras de la temporada | Máximas anotadoras de la temporada | Máximas anotadoras de la temporada | Máximas anotadoras de la temporada | Máximas anotadoras de la temporada | Máximas anotadoras de la temporada | Máximas anotadoras de la temporada | Máximas anotadoras de la temporada | Máximas anotadoras de la temporada |
| Pos.                               | Jugadoras                          | Dorsal                             | Posición en cancha                 | Equipos                            | Etapa 1                            | Etapa 2                            | Etapa 3: CF                        | Etapa 4: Semis                     | Etapa 5: Finales                   | Temporada 2024-25                  |
| ---------------------------------- | ---------------------------------- | ---------------------------------- | ---------------------------------- | ---------------------------------- | ---------------------------------- | ---------------------------------- | ---------------------------------- | ---------------------------------- | ---------------------------------- | ---------------------------------- |
| 1.°                                | Emily Zinger                       | 10                                 | Opuesta                            | Regatas Lima                       | 211 puntos                         | 124 puntos                         | 48 puntos                          | 53 puntos                          | 59 puntos                          | 495 puntos                         |
| 2.°                                | Maëva Orlé                         | 10                                 | Opuesta                            | Alianza Lima                       | 159 puntos                         | 108 puntos                         | 24 puntos                          | 32 puntos                          | 49 puntos                          | 372 puntos                         |
| 3.°                                | Angélica Aquino                    | 8                                  | Receptora                          | Rebaza Acosta                      | 192 puntos                         | 101 puntos                         | 41 puntos                          | 27 puntos                          | -                                  | 361 puntos                         |
| 4.°                                | Fernanda Tomé                      | 8                                  | Receptora                          | USMP                               | 139 puntos                         | 123 puntos                         | -                                  | 40 puntos                          | 57 puntos                          | 359 puntos                         |
| 5.°                                | Ivna Colombo                       | 10                                 | Opuesta                            | USMP                               | 159 puntos                         | 102 puntos                         | 25 puntos                          | 17 puntos                          | 16 puntos                          | 319 puntos                         |
| 6.°                                | Bia Magnabosco                     | 1                                  | Opuesta                            | Club Atlético Atenea               | 157 puntos                         | 109 puntos                         | 20 puntos                          | 15 puntos                          | -                                  | 301 puntos                         |
| 7.°                                | Kiara Montes                       | 11                                 | Receptora                          | Regatas Lima                       | 95 puntos                          | 103 puntos                         | 28 puntos                          | 44 puntos                          | 23 puntos                          | 293 puntos                         |
| 8.°                                | Ysabella Sánchez                   | 18                                 | Receptora                          | Alianza Lima                       | 140 puntos                         | 73 puntos                          | 17 puntos                          | 34 puntos                          | 28 puntos                          | 292 puntos                         |
| 9.°                                | Fernanda Maida                     | 23                                 | Receptora                          | Deportivo Soan                     | 153 puntos                         | 78 puntos                          | 19 punto                           | 38 puntos                          | -                                  | 288 puntos                         |
| 10.°                               | Mabel Olemar                       | 8                                  | Receptora                          | Deportivo Soan                     | 137 puntos                         | 77 puntos                          | 31 puntos                          | 40 puntos                          | -                                  | 285 puntos                         |

### Mejores bloqueadoras
- La información está actualizada hasta el 25 de mayo de 2025, según la página de estadísticas de la LNSV 2024-2025.

| Mejores bloqueadoras de la temporada | Mejores bloqueadoras de la temporada | Mejores bloqueadoras de la temporada | Mejores bloqueadoras de la temporada | Mejores bloqueadoras de la temporada | Mejores bloqueadoras de la temporada | Mejores bloqueadoras de la temporada | Mejores bloqueadoras de la temporada | Mejores bloqueadoras de la temporada | Mejores bloqueadoras de la temporada | Mejores bloqueadoras de la temporada |
| Pos.                                 | Jugadoras                            | Dorsal                               | Posición en cancha                   | Equipos                              | Etapa 1                              | Etapa 2                              | Etapa 3: CF                          | Etapa 4: Semis                       | Etapa 5: Finales                     | Temporada 2024-25                    |
| ------------------------------------ | ------------------------------------ | ------------------------------------ | ------------------------------------ | ------------------------------------ | ------------------------------------ | ------------------------------------ | ------------------------------------ | ------------------------------------ | ------------------------------------ | ------------------------------------ |
| 1.°                                  | Sarah Evaristo                       | 4                                    | Bloqueadora central                  | Universitario                        | 31 puntos                            | 23 puntos                            | 12 puntos                            | 4 puntos                             | 14 puntos                            | 84 puntos                            |
| 2.°                                  | Darlevis Mosquera                    | 1                                    | Bloqueadora central                  | CS Italiano                          | 25 puntos                            | 23 puntos                            | 2 puntos                             | 5 puntos                             | -                                    | 55 puntos                            |
| 3.°                                  | Ivna Colombo                         | 10                                   | Opuesta                              | USMP                                 | 32 puntos                            | 19 puntos                            | 2 puntos                             | 1 punto                              | 1 punto                              | 55 puntos                            |
| 4.°                                  | Clarivett Yllescas                   | 11                                   | Bloqueadora central                  | Alianza Lima                         | 18 puntos                            | 12 puntos                            | 7 puntos                             | 7 puntos                             | 10 puntos                            | 54 puntos                            |
| 5.°                                  | Claudia Palza                        | 12                                   | Bloqueadora central                  | Rebaza Acosta                        | 21 puntos                            | 18 puntos                            | 8 puntos                             | 6 puntos                             | -                                    | 53 puntos                            |
| 6.°                                  | Linda Costa                          | 19                                   | Bloqueadora central                  | Deportivo Soan                       | 22 puntos                            | 19 puntos                            | 2 puntos                             | 10 puntos                            | -                                    | 53 puntos                            |
| 7.°                                  | Simone Scherer                       | 6                                    | Bloqueadora central                  | USMP                                 | 17 puntos                            | 20 puntos                            | 2 puntos                             | 4 puntos                             | 5 puntos                             | 48 puntos                            |
| 8.°                                  | Emily Zinger                         | 10                                   | Opuesta                              | Regatas Lima                         | 16 puntos                            | 17 puntos                            | 6 puntos                             | 4 puntos                             | 5 puntos                             | 48 puntos                            |
| 9.°                                  | Mariana Dantas                       | 20                                   | Bloqueadora central                  | Club Atlético Atenea                 | 21 puntos                            | 12 puntos                            | 4 puntos                             | 9 puntos                             | -                                    | 46 puntos                            |
| 10.°                                 | Marina Scherer                       | 3                                    | Levantadora                          | Alianza Lima                         | 16 puntos                            | 12 puntos                            | 3 puntos                             | 4 puntos                             | 5 puntos                             | 40 puntos                            |

### Mejores sacadoras
- La información está actualizada hasta el 25 de mayo de 2025, según la página de estadísticas de la LNSV 2024-2025.

| Mejores sacadoras de la temporada | Mejores sacadoras de la temporada | Mejores sacadoras de la temporada | Mejores sacadoras de la temporada | Mejores sacadoras de la temporada | Mejores sacadoras de la temporada | Mejores sacadoras de la temporada | Mejores sacadoras de la temporada | Mejores sacadoras de la temporada | Mejores sacadoras de la temporada | Mejores sacadoras de la temporada |
| Pos.                              | Jugadoras                         | Dorsal                            | Posición en cancha                | Equipos                           | Etapa 1                           | Etapa 2                           | Etapa 3: CF                       | Etapa 4: Semis                    | Etapa 5: Finales                  | Temporada 2024-25                 |
| --------------------------------- | --------------------------------- | --------------------------------- | --------------------------------- | --------------------------------- | --------------------------------- | --------------------------------- | --------------------------------- | --------------------------------- | --------------------------------- | --------------------------------- |
| 1.°                               | Sandra Ostos                      | 8                                 | Receptora                         | CS Italiano                       | 9 aces                            | 9 aces                            | 3 aces                            | 6 aces                            | -                                 | 27 aces                           |
| 2.°                               | Paola Rivera                      | 5                                 | Levantadora                       | Regatas Lima                      | 10 aces                           | 11 aces                           | 4 aces                            | 1 ace                             | 1 ace                             | 27 aces                           |
| 3.°                               | Angélica Aquino                   | 8                                 | Receptora                         | Rebaza Acosta                     | 12 aces                           | 9 aces                            | 2 aces                            | 3 aces                            | -                                 | 26 aces                           |
| 4.°                               | Sarah Evaristo                    | 4                                 | Bloqueadora central               | Universitario                     | 4 aces                            | 5 aces                            | 2 aces                            | 4 aces                            | 7 aces                            | 22 aces                           |
| 5.°                               | Maëva Orlé                        | 10                                | Opuesta                           | Alianza Lima                      | 7 aces                            | 7 aces                            | 1 ace                             | 3 aces                            | 4 aces                            | 22 aces                           |
| 6.°                               | Aixa Vigil                        | 6                                 | Receptora                         | Alianza Lima                      | 2 aces                            | 5 aces                            | 2 aces                            | 7 aces                            | 3 aces                            | 19 aces                           |
| 7.°                               | María Rojas                       | 13                                | Levantadora                       | Géminis                           | 10 aces                           | 8 aces                            | -                                 | -                                 | -                                 | 18 aces                           |
| 8.°                               | Maricarmen Guerrero               | 4                                 | Bloqueadora central               | Alianza Lima                      | 17 aces                           | -                                 | 1 ace                             | -                                 | -                                 | 18 aces                           |
| 9.°                               | Elis Bento                        | 1                                 | Receptora                         | Universitario                     | 8 aces                            | 8 aces                            | 2 aces                            | -                                 | -                                 | 18 aces                           |
| 10.°                              | Bia Magnabosco                    | 1                                 | Opuesta                           | Club Atlético Atenea              | 11 aces                           | 6 aces                            | 1 ace                             | -                                 | -                                 | 18 aces                           |

### Jugadoras Más Valiosas (MVPs)
- La información está actualizada hasta el 25 de mayo de 2025, según las redes sociales de la LPV.

| Jugadoras Más Valiosas | Jugadoras Más Valiosas | Jugadoras Más Valiosas | Jugadoras Más Valiosas | Jugadoras Más Valiosas | Jugadoras Más Valiosas | Jugadoras Más Valiosas | Jugadoras Más Valiosas | Jugadoras Más Valiosas | Jugadoras Más Valiosas | Jugadoras Más Valiosas |
| Pos.                   | Jugadoras              | Dorsal                 | Posición en cancha     | Equipos                | Etapa 1                | Etapa 2                | Etapa 3: CF            | Etapa 4: Semis         | Etapa 5: Finales       | Temporada 2024-25      |
| ---------------------- | ---------------------- | ---------------------- | ---------------------- | ---------------------- | ---------------------- | ---------------------- | ---------------------- | ---------------------- | ---------------------- | ---------------------- |
| 1.°                    | Emily Zinger           | 10                     | Opuesta                | Regatas Lima           | 4 MVPs                 | 1 MVP                  | 1 MVP                  | 2 MVP                  | 1 MVP                  | 9 MVPs                 |
| 2.°                    | Eliana Pérez           | 12                     | Opuesta                | Universitario          | 4 MVPs                 | 1 MVP                  | -                      | -                      | -                      | 5 MVPs                 |
|                        | Ivna Colombo           | 10                     | Opuesta                | USMP                   | 2 MVPs                 | 2 MVP                  | 1 MVP                  | -                      | -                      | 5 MVPs                 |
|                        | Sarah Evaristo         | 4                      | Bloqueadora central    | Universitario          | 2 MVPs                 | 1 MVP                  | 2 MVP                  | -                      | -                      | 5 MVPs                 |
|                        | Fernanda Maida         | 23                     | Receptora              | Deportivo Soan         | 4 MVPs                 | -                      | -                      | 1 MVP                  | -                      | 5 MVPs                 |
|                        | Aixa Vigil             | 6                      | Receptora              | Alianza Lima           | -                      | 3 MVPs                 | 1 MVP                  | 1 MVP                  |                        | 5 MVPs                 |
| 3.°                    | Flavia Montes          | 14                     | Bloqueadora central    | USMP                   | 4 MVPs                 | -                      | -                      | -                      | -                      | 4 MVPs                 |
|                        | Simone Scherer         | 6                      | Bloqueadora central    | USMP                   | 1 MVP                  | 2 MVPs                 | 1 MVP                  | -                      | -                      | 4 MVPs                 |
|                        | Clarivett Yllescas     | 11                     | Bloqueadora central    | Alianza Lima           | 1 MVP                  | -                      | 1 MVP                  | 1 MVP                  | 1 MVP                  | 4 MVPs                 |
| 4.°                    | Claudia Palza          | 12                     | Bloqueadora central    | Rebaza Acosta          | 3 MVPs                 | -                      | -                      | -                      | -                      | 3 MVPs                 |
|                        | Marina Scherer         | 3                      | Levantadora            | Alianza Lima           | 2 MVPs                 | 1 MVP                  | -                      | -                      |                        | 3 MVPs                 |
|                        | Angélica Aquino        | 8                      | Receptora              | Rebaza Acosta          | 2 MVPs                 | 1 MVP                  | -                      | -                      | -                      | 3 MVPs                 |
|                        | Grecia Herrada         | 11                     | Receptora              | CS Italiano            | 2 MVPs                 | 1 MVP                  | -                      | -                      | -                      | 3 MVPs                 |
|                        | Brenda Graff           | 19                     | Bloqueadora central    | Universitario          | 2 MVPs                 | 1 MVP                  | -                      | -                      | -                      | 3 MVPs                 |
|                        | Kiara Montes           | 11                     | Receptora              | Regatas Lima           | 1 MVP                  | 1 MVP                  | 1 MVP                  | -                      |                        | 3 MVPs                 |
|                        | Mabel Olemar           | 8                      | Receptora              | Deportivo Soan         | 1 MVP                  | 1 MVP                  | -                      | 1 MVP                  | -                      | 3 MVPs                 |
|                        | Maëva Orlé             | 10                     | Opuesta                | Alianza Lima           | 1 MVP                  | 1 MVP                  | -                      | -                      | 1 MVP                  | 3 MVPs                 |
| 5.°                    | Darlevis Mosquera      | 1                      | Bloqueadora central    | CS Italiano            | 2 MVPs                 | -                      | -                      | -                      | -                      | 2 MVPs                 |
|                        | Bia Magnabosco         | 1                      | Opuesta                | Club Atlético Atenea   | 2 MVPs                 | -                      | -                      | -                      | -                      | 2 MVPs                 |
|                        | Natalia Martínez       | 12                     | Receptora              | Géminis                | 1 MVP                  | 1 MVP                  | -                      | -                      | -                      | 2 MVPs                 |
|                        | Silvana Vargas         | 19                     | Bloqueadora central    | Olva Latino            | 1 MVP                  | 1 MVP                  | -                      | -                      | -                      | 2 MVPs                 |
|                        | Florangel Terrero      | 6                      | Bloqueadora central    | Géminis                | 1 MVP                  | 1 MVP                  | -                      | -                      | -                      | 2 MVPs                 |
|                        | Karina Flores          | 25                     | Bloqueadora central    | Regatas Lima           | 1 MVP                  | 1 MVP                  | -                      | -                      |                        | 2 MVPs                 |
|                        | Jessenia Uceda         | 6                      | Receptora              | Deportivo Wanka        | -                      | 2 MVPs                 | -                      | -                      | -                      | 2 MVPs                 |
|                        | Elis Bento             | 1                      | Receptora              | Universitario          | -                      | 2 MVPs                 | -                      | -                      | -                      | 2 MVPs                 |
|                        | Sandra Ostos           | 8                      | Receptora              | CS Italiano            | 1 MVP                  | 1 MVP                  | -                      | -                      | -                      | 2 MVPs                 |
|                        | Paola Rivera           | 5                      | Levantadora            | Regatas Lima           | 1 MVP                  | 1 MVP                  | -                      | -                      |                        | 2 MVPs                 |
|                        | Alexandra Machado      | 14                     | Bloqueadora central    | Universitario          | 1 MVP                  | 1 MVP                  | -                      | -                      | -                      | 2 MVPs                 |
|                        | Bárbara Frangella      | 18                     | Levantadora            | CS Italiano            | -                      | 1 MVP                  | -                      | 1 MVP                  | -                      | 2 MVPs                 |
|                        | Laura Grajales         | 21                     | Receptora              | Universitario          | -                      | -                      | -                      | 1 MVP                  | 1 MVP                  | 2 MVPs                 |
|                        | Fernanda Tomé          | 8                      | Receptora              | USMP                   | -                      | 1 MVP                  | -                      | -                      | 1 MVP                  | 2 MVP                  |
| 6.°                    | Cándida Arias          | 8                      | Bloqueadora central    | Géminis                | 1 MVP                  | -                      | -                      | -                      | -                      | 1 MVP                  |
|                        | Mariana Dantas         | 20                     | Bloqueadora central    | Club Atlético Atenea   | 1 MVP                  | -                      | -                      | -                      | -                      | 1 MVP                  |
|                        | Esmeralda Sánchez      | 21                     | Líbero                 | Alianza Lima           | 1 MVP                  | -                      | -                      | -                      |                        | 1 MVP                  |
|                        | Emily Fitzner          | 3                      | Levantadora            | Olva Latino            | 1 MVP                  | -                      | -                      | -                      | -                      | 1 MVP                  |
|                        | Dayanne Cure           | 11                     | Levantadora            | Rebaza Acosta          | 1 MVP                  | -                      | -                      | -                      | -                      | 1 MVP                  |
|                        | Selene Martínez        | 17                     | Opuesta                | Deportivo Soan         | 1 MVP                  | -                      | -                      | -                      | -                      | 1 MVP                  |
|                        | Maricarmen Guerrero    | 4                      | Bloqueadora central    | Alianza Lima           | 1 MVP                  | -                      | -                      | -                      |                        | 1 MVP                  |
|                        | Daniela Muñoz          | 11                     | Opuesta                | USMP                   | 1 MVP                  | -                      | -                      | -                      | -                      | 1 MVP                  |
|                        | Melisa Rangel          | 16                     | Bloqueadora central    | Rebaza Acosta          | 1 MVP                  | -                      | -                      | -                      | -                      | 1 MVP                  |
|                        | Camila Monge           | 6                      | Receptora              | Regatas Lima           | 1 MVP                  | -                      | -                      | -                      |                        | 1 MVP                  |
|                        | Sonaly Cidrão          | 14                     | Receptora              | Alianza Lima           | 1 MVP                  | -                      | -                      | -                      |                        | 1 MVP                  |
|                        | Ysabella Sánchez       | 18                     | Receptora              | Alianza Lima           | 1 MVP                  | -                      | -                      | -                      |                        | 1 MVP                  |
|                        | Mariana Chalco         | 15                     | Levantadora            | USMP                   | 1 MVP                  | -                      | -                      | -                      | -                      | 1 MVP                  |
|                        | Waleska Toro           | 8                      | Receptora              | Deportivo Wanka        | 1 MVP                  | -                      | -                      | -                      | -                      | 1 MVP                  |
|                        | Elena Keldibekova      | 14                     | Levantadora            | Club Atlético Atenea   | 1 MVP                  | -                      | -                      | -                      | -                      | 1 MVP                  |
|                        | Antuanette Arteaga     | 9                      | Receptora              | CS Italiano            | 1 MVP                  | -                      | -                      | -                      | -                      | 1 MVP                  |
|                        | Greta Martinelli       | 13                     | Levantadora            | Deportivo Soan         | 1 MVP                  | -                      | -                      | -                      | -                      | 1 MVP                  |
|                        | Julieta Lazcano        | 22                     | Bloqueadora central    | Alianza Lima           | 1 MVP                  | -                      | -                      | -                      |                        | 1 MVP                  |
|                        | Lucía Magallanes       | 7                      | Levantadora            | Universitario          | 1 MVP                  | -                      | -                      | -                      | -                      | 1 MVP                  |
|                        | Allison Alarcón        | 24                     | Levantadora            | Olva Latino            | -                      | 1 MVP                  | -                      | -                      | -                      | 1 MVP                  |
|                        | Ariana Philipps        | 7                      | Receptora              | Géminis                | -                      | 1 MVP                  | -                      | -                      | -                      | 1 MVP                  |
|                        | Shiamara Almeida       | 19                     | Levantadora            | USMP                   | -                      | 1 MVP                  | -                      | -                      | -                      | 1 MVP                  |
|                        | Linda Costa            | 19                     | Bloqueadora central    | Deportivo Soan         | -                      | 1 MVP                  | -                      | -                      | -                      | 1 MVP                  |
|                        | Shanaiya Aymé          | 13                     | Receptora              | Regatas Lima           | -                      | 1 MVP                  | -                      | -                      |                        | 1 MVP                  |
|                        | Yujhamy Mosquera       | 11                     | Bloqueadora central    | Club Atlético Atenea   | -                      | -                      | -                      | 1 MVP                  | -                      | 1 MVP                  |
|                        | Brenda Lobatón         | 4                      | Receptora              | USMP                   | -                      | -                      | -                      | -                      | 1 MVP                  | 1 MVP                  |